# AFC Ajax
Amsterdamsche Football Club Ajax NV (częściej nazywany Ajax Amsterdam lub Ajax, oficjalny skrót AFC Ajax) – holenderski klub piłkarski z siedzibą w Amsterdamie, założony 18 marca 1900, jako spadkobierca i kontynuator tradycji Unionu Amsterdam (działającego między 1883 i 1896).
Od lat 70. XX w. jest to najbardziej utytułowana drużyna w Holandii, zarówno na arenie krajowej (wielokrotny mistrz, zdobywca pucharu oraz superpucharu), jak i międzynarodowej. Jednym z najważniejszych jego sukcesów jest wywalczenie w 1972 tak zwanej potrójnej korony, czyli mistrzostwa i pucharu Holandii oraz Pucharu Europy.
Domowe spotkania Ajax od roku 1996 rozgrywa na stadionie Amsterdam ArenA. Wcześniej występował na De Meer Stadion.

## Historia

### 1900–1915: Początki klubu

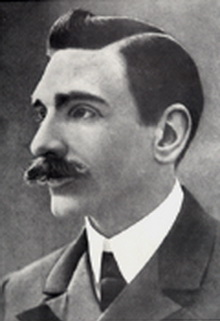
Floris Stempel, założyciel i pierwszy prezes Ajaksu

W 1883 grupa przyjaciół z Florisem Stemplem, Carelem Reeserem i Hanem Dadem na czele założyła klub piłkarski o nazwie Union Amsterdam, w którym tę dyscyplinę sportu mogła uprawiać miejscowa, uzdolniona piłkarsko młodzież. Pod koniec 1893 roku przemianowano go na Footh-Ball Club Ajax – cała trójka liderów grupy założycielskiej posiadała klasyczne wykształcenie, będąc jednocześnie miłośnikami starożytności, a w szczególności Iliady Homera, której jednym z głównych bohaterów jest Ajaks Wielki (najdzielniejszy po Achillesie wojownik grecki walczący pod Troją). W tamtym czasie w Holandii istniały już kluby o nazwach nawiązujących do antyku, np. Sparta, Hercules, Heracles, czy Xerxes. Ówczesny Ajax grał i trenował na boisku w miejskim parku Willemsa przy ulicy Overtoom w Niewuwer Amster na przedmieściach Amsterdamu. 15 maja 1894 kolory czerwony i biały ustanowiono oficjalnymi barwami klubowymi, dlatego zawodnicy występowali w podłużnopasiastych strojach o tych właśnie odcieniach. 3 czerwca 1894 wprowadzono karty członkowskie (najstarsza z nich zachowała się do dziś i jest przechowywana w muzeum klubowym na stadionie Amsterdam ArenA). Klub ten przetrwał do 1896, tj. do czasu gdy władze miasta zdecydowały przeznaczyć plac z boiskiem pod zabudowę mieszkalną, co oznaczało upadek pierwszego Ajaksu.
Jego twórcy nie poddali się jednak i 14 marca 1900 roku młody student Floris Stempel wysłał do swych przyjaciół list, w którym „uprzejmie zapraszał ich w niedzielę 18 marca rano o godz. 9.45 do kawiarni na dyskusję o założeniu nowego klubu piłkarskiego” (lokal ów nazywał się wówczas „Oost-Indië”, czyli „Indie Wschodnie” i mieścił przy ul. Kalverstraat 2). Tam też w niedzielę, 18 marca 1900 roku trzej przyjaciele – Stempel, Reeser i Dade – założyli swój kolejny klub, któremu nadali nazwę Football Club Ajax. Z czasem przemianowano go na Amsterdamse Voetbal Bond Ajax (AVB Ajax), a występował on w dzielnicy Buiksloterham w północnej części miasta (Amsterdam Noord). 29 września 1900 roku drużyna Ajaksu rozegrała swój pierwszy oficjalny mecz, pokonując 2:1 zespół DOSB. Opłata rejestracyjna wynosiła 50 centów, natomiast członkowie klubu płacili 25 centów rocznie do kasy Ajaksu. Opłaty te były wyjątkowo wysokie, tak, że Ajax stał się jednym z bardziej ekskluzywnych klubów w Amsterdamie. Rada podchodziła do organizacji niezwykle poważnie już od samego początku. Obecność członków klubu na meczach była obowiązkowa, kto się z tego nie wywiązał musiał zapłacić grzywnę w wysokości 10 centów.
Grzywnę można było otrzymać także za:
- opuszczenie meczu w trakcie jego trwania (25 centów kary)
- odmowę przewożenia wyposażenia klubu (5 centów)
- przeklinanie lub burdy podczas spotkania (10 centów)
- nie zwracanie uwagi na mecz w trakcie gry (5 centów)[5]

W 1902 roku klub został przyjęty w poczet członków Królewskiego Holenderskiego Związku Piłki Nożnej (KNVB) i włączony formalnie w jego struktury, przez co mógł przystąpić do zorganizowanych rozgrywek ligowych (rozpoczął zmagania w ówczesnej III lidze). W październiku 1902 roku Amsterdamski Związek Piłki Nożnej (AVB) dopuścił Ajax do organizowanych przez siebie zmagań Złotego Krzyża (hol. Gouden Kruis), stanowiących do dziś nieoficjalne mistrzostwa Amsterdamu zespołów amatorskich. W tym samym roku Ajax otrzymał swój pierwszy medal – za najlepszą różnicę bramek w rozgrywkach. Pierwszy sezon przyniósł także sukces komercyjny. Hertel i Geissler, dumnie ogłosił zysk w wysokości czterech guldenów i 31 centów na koniec sezonu. Ajax wkrótce stał się jednym z najbardziej znanych i najlepiej zorganizowanych klubów w Holandii. Dzięki zajęciu drugiego miejsca w swojej lidze klub awansował do II ligi. Z kolei w 1906 roku drużyna wygrała turniej o Złoty Krzyż i tym samym wywalczyła swoje pierwsze trofeum w historii, dzięki zwycięstwu 4:3 w finale nad drużyną AFC.
W 1907 roku drużyna przeniosła się na nowo wybudowany obiekt zwany Drewnianym Stadionem, leżący w miejscowości Watergraafsmeer (od 1921 stanowiącej część Amsterdamu), na którym rozgrywała swe mecze do roku 1934. W 1908 roku Ajax połączył się z innym klubem z Amsterdamu o nazwie Holland, który przez kilka poprzednich lat nie potrafił awansować do pierwszej ligi. 26 grudnia 1908 roku Ajax po raz pierwszy zagrał z zagraniczną drużyną. Wygrał wówczas 3:0 z belgijskim Daringiem Bruksela, będącym obecnie częścią RWD Molenbeek. W 1909 roku drużyna ponownie wygrała rozgrywki o Złoty Krzyż, a w 1910 roku po raz pierwszy zatrudniono trenera w klubie, którym został Irlandczyk Jack Kirwan.
W 1911 roku Drewniany Stadion został poddany rozbudowie, dzięki czemu od tamtej pory mógł pomieścić 10 tysięcy widzów oraz miał szatnię. Drużyna przed ostatnim spotkaniem sezonu straciła swojego zawodnika Gé Fortgensa, który stał się pierwszym w historii piłkarzem Ajaksu powołanym do reprezentacji Holandii. Jednak 21 maja tamtego roku zespół już bez Fortgensa zdobył decydujące o awansie do pierwszej ligi punkty. Prezesem klubu nie był w tym czasie Floris Stempel, założyciel klubu, który w styczniu 1910 zrezygnował ze swojej funkcji i wyjechał do Indii Zachodnich, jednak w czasie rejsu jego statek zatonął.
Po awansie klubu do pierwszej ligi postanowiono zmienić barwy klubowe ze względu na fakt, iż takie same nosili piłkarze Sparty Rotterdam. W lecie 1911 roku wybrano czerwono-białe stroje, które obowiązują do dziś. W pierwszym sezonie w najwyższej lidze Ajax zajął 8. miejsce w tabeli i utrzymał się. W maju 1912 roku piłkarze Ajaksu wyjechali do Budapesztu na towarzyskie spotkanie z MTK Budapeszt. W swoim pierwszym meczu na zagranicznej ziemi przegrali 1:5 z Węgrami. Podróż przedłużyła się o Wiedeń, w którym Ajax uległ 0:2 tamtejszemu Wiener SC.
W 1913 roku Ajax utrzymał się w lidze, jednak w 1914 zajął ostatnie miejsce i został zdegradowany do drugiej ligi. Jest to zarazem pierwszy i jedyny spadek klubu w historii.

### 1915–1949: Era Jacka Reynoldsa i pierwsze tytuły mistrzowskie
1 lipca 1915 roku szkoleniowcem zespołu został Anglik John „Jack” Reynolds, który doprowadził zespół do pierwszych oficjalnych tytułów. To właśnie pod jego wodzą w 1917 roku Ajax zdobył swój pierwszy Puchar Holandii, pokonując w finale 5:0 VSV Velsen i awansował po raz drugi do pierwszej ligi. Tam, w sezonie 1917/1918 – jako beniaminek – wywalczył swoje pierwsze mistrzostwo kraju, nie ponosząc przy tym ani jednej porażki. Rok później Reynolds doprowadził piłkarzy do drugiego z rzędu tytułu mistrzowskiego.
9 października 1922 roku Ajax po raz pierwszy zagrał z drużyną Feyenoordu, swoim późniejszym długoletnim rywalem i wygrał w nim 3:2. Doszło jednak do kontrowersji z powodu uznania gola Ajaksowi. Gracze Feyenoordu utrzymywali, iż piłka nie przekroczyła linii bramkowej całym obwodem. Do akcji wkroczyła federacja piłkarska i unieważniła trzeciego gola dla klubu z Amsterdamu utrzymując tym samym wynik 2:2. Jeszcze w tym samym roku Ajax ponownie grał z Feyenoordem i tym razem odniósł zwycięstwo 2:0.
W 1925 roku Reynolds na trzy lata odszedł z Ajaksu by trenować lokalnego rywala Blau-Wit Amsterdam, a w 1928 roku powrócił do wcześniejszego klubu. W latach 20. Ajax nie osiągnął żadnych sukcesów i po 12 sezonach bez żadnego trofeum, nadeszła pierwsza w dziejach „złota era Ajaksu”. Wiązała się ona po raz kolejny z zatrudnieniem Reynoldsa. To właśnie pod jego wodzą lata 30. upłynęły Ajaksowi na świętowaniu kolejnych sukcesów. W 1931 roku zespół sięgnął po swoje trzecie w historii mistrzostwo Holandii, a sukces ten powtórzył jeszcze dwukrotnie z rzędu w dwóch następnych sezonach. W 1937 i 1939 roku Reynolds ponownie doprowadził klub z Amsterdamu do mistrzostwa.
W 1934 roku Ajax przeniósł się z Drewnianego Stadionu na nowo wybudowany De Meer Stadion, który z czasem mógł pomieścić 19 tysięcy widzów. Przed wybuchem II wojny światowej drużyna nie osiągnęła większych sukcesów, ale w 1943 roku ponownie została mistrzem Holandii. 30 kwietnia tegoż roku amerykański skrzydłowy pochodzenia żydowskiego, pierwszy zawodnik ze Stanów Zjednoczonych w Ajaksie, Eddy Hamel, zginął w obozie koncentracyjnym w Auschwitz-Birkenau.
Jednymi z graczy Ajaksu okresu przedwojennego byli Wim Anderiesen i Piet van Reenen. Pierwszy z nich był rekordzistą tego okresu pod względem występów w reprezentacji Holandii, w której zaliczył 46 występów. Natomiast drugi z nich w barwach Ajaksu zdobył 272 gole w 237 rozegranych meczach i do dziś jest najlepszym strzelcem w historii klubu.
W latach 1942–1947 trenerem Ajaksu ponownie był Jack Reynolds i w swoim ostatnim sezonie spędzonym w klubie został mistrzem kraju.

### 1950–1960: Profesjonalny Ajax i pierwszy występ w europejskich pucharach
W 1950 roku Ajax obchodził 50. rocznicę istnienia. W tym samym roku zaczęło dochodzić do niespotykanych wcześniej w holenderskim futbolu wydarzeń: Cor van der Hart, jeden z piłkarzy powojennych, podpisał zawodowy kontrakt z francuskim Lille OSC, a za grę w tym klubie miał otrzymywać wynagrodzenie. W jego ślady poszedł także kapitan Ajaksu, Joop Stoffelen, który przeszedł do Racingu Paryż. Wtedy też Królewski Holenderski Związek Piłki Nożnej próbował przeciwdziałać emigracji zawodników holenderskich do innych krajów. Ostatecznie (w sezonie 1954/1955) podjęto decyzję o płaceniu zawodnikom za grę w klubie. Początkowo kierownictwo klubu nie godziło się na takie warunki, ale 15 lipca 1954 większością głosów na zebraniu rady klubu ogłoszono, iż Ajax stanie się profesjonalnym klubem. W 1956 roku Federacja Piłkarska utworzyła nową zawodową ligę, nazwaną wówczas Eredivisie. W pierwszym sezonie Ajax pod wodzą austriackiego trenera Karla Humenbergera sięgnął po mistrzostwo Holandii.
Po tym jak w latach 50. większość klubów w Europie stała się profesjonalna, UEFA zadecydowała o utworzeniu rozgrywek o Puchar Europy, w którym mieliby brać udział mistrzowie poszczególnych krajów. Pierwsza edycja odbyła się w sezonie 1955/1956, a w edycji 1957/1958 wziął udział Ajax. W 1/8 finału mistrzowie Holandii natrafili na Wismut Aue z Niemieckiej Republiki Demokratycznej, z którym wygrali dwukrotnie 1:0 i 3:1. W ćwierćfinale wylosowali węgierski Vasas SC. W pierwszym meczu w Amsterdamie padł remis 2:2, jednak w Budapeszcie Ajax uległ 0:4 i pożegnał się z rozgrywkami. Do końca dekady piłkarze Ajaksu wywalczyli jeszcze jeden tytuł mistrza kraju. W sezonie 1959/1960 do tego sukcesu doprowadził ich angielski szkoleniowiec Vic Buckingham. Natomiast napastnik Henk Groot z 38 golami na koncie został królem strzelców ligi, pierwszym w historii w barwach „Joden”.

### 1961–1970: Pierwszy finał Pucharu Mistrzów

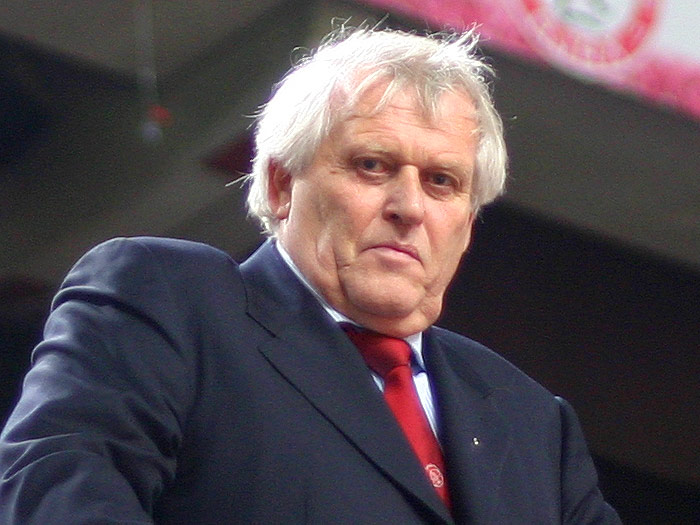
Piet Keizer, jeden z podstawowych napastników Ajaksu lat 60. i 70

W pierwszej połowie lat 60. z Ajaksem pracowało czterech trenerów: Vic Buckingham, a następnie jego rodak Keith Spurgeon (1961–1962), Austriak Joseph Gruber (1962–1963), kolejny Anglik Jack Rowley i ponownie Buckingham. W sezonie 1960/1961 królem strzelców po raz drugi został Henk Groot, który tym razem zaliczył 41 trafień. W 1962 roku drużyna wygrała Puchar Intertoto w finale pokonując rywala z Rotterdamu, Feyenoord, 4:2. W sezonie 1962/1963 Ajax został wicemistrzem Holandii, jednak rok później do ostatniej kolejki bronił się przed spadkiem z Eredivisie i ostatecznie zajął w niej 13. miejsce na 16 drużyn. 24 października 1964 roku w barwach Ajaksu zadebiutował 17-letni wówczas Johan Cruijff, późniejszy wielokrotny reprezentant zespołu. Ajax przegrał w tamtym meczu z drużyną GVAV 1:3, ale Cruijff zdobył gola w swoim debiucie w pierwszej drużynie.
W 1965 roku trenerem Ajaksu został Rinus Michels, który wcześnie prowadził amatorski AFC. Już w 1966 roku zespół pod jego wodzą został mistrzem Holandii. Jesienią Ajax wystąpił w Pucharze Europy i w pierwszej rundzie dwukrotnie pokonał turecki Beşiktaş JK 2:0 i 2:1. W 1/8 finału natrafił na mistrza Anglii, Liverpool F.C. Pierwszy mecz w Amsterdamie odbywał się przy dużej mgle, ale sędzia dopuścił do jego rozegrania. Ajax wygrał z Anglikami 5:1, a w rewanżu na Anfield Road zremisował 2:2. W ćwierćfinale Ajax zagrał z czechosłowacką Duklą Praga, jednak odpadł z rozgrywek (1:1, 1:2).
Sezon 1966/1967 zakończył się dla Ajaksu nie tylko wywalczeniem drugiego z rzędu mistrzostwa kraju, ale także sięgnięciem po Puchar Holandii (w finale pokonał 2:1 NAC Breda). W edycji 1967/1968 Pucharu Europy Ajax odpadł już w pierwszej rundzie przegrywając dwumecz z Realem Madryt (1:1, 1:2). W lidze piłkarze z Amsterdamu ponownie obronili tytuł mistrzowski. Cruijff zdobywając 33 gole został najlepszym strzelcem Eredivisie.
Edycję 1968/1969 Pucharu Europy piłkarze Ajaksu rozpoczęli od konfrontacji z mistrzem RFN, 1. FC Nürnberg. W Norymberdze padł remis 1:1, a u siebie Holendrzy wygrali 4:0 i awansowali do 1/8 finału. W 1/8 spotkali się z tureckim Fenerbahçe SK i dwukrotnie pokonali ten klub 2:0. W pierwszym meczu ćwierćfinałowym Ajax uległ u siebie Benfice Lizbona 1:3, ale w rewanżu na Estádio da Luz już do przerwy prowadzili 3:0 po golach Inge Danielssona i dwóch Cruijffa. Ostatecznie mecz zakończył się wynikiem 3:1 dla Ajaksu i potrzebne było trzecie spotkanie. W nim przez 90 minut był remis 0:0, jednak w dogrywce gola zdobył Cruijff, a dwa dołożył Szwed Danielsson i Ajax dzięki zwycięstwu 3:0 awansował do kolejnej rundy. W półfinale Holendrzy uporali się z czechosłowackim Spartakiem Trnava i 28 maja mieli rozegrać finałowe spotkanie na Estadio Santiago Bernabéu w Madrycie z Milanem. Już w 7. minucie bramkę dla „rosso-nerich” strzelił Pierino Prati, a w 39. minucie dołożył drugie trafienie. W 60. minucie Velibor Vasović strzałem z rzutu karnego pokonał Fabio Cudiciniego, jednak 7 minut później gola zdobył Angelo Sormani, a w 75. hat tricka zaliczył Prati i Milan wygrał z Holendrami 4:1.
Finał Pucharu Mistrzów
| 28 maja 1969 | A.C. Milan | 4:1(2:0) | Ajax Amsterdam | Estadio Santiago Bernabéu, Madryt Widzów: 60 tys. Sędzia: José Maria Ortiz de Mendibil (Hiszpania) |
| 28 maja 1969 | Pierino Prati 7', 39', 75', Angelo Sormani 67' | 4:1(2:0) | Velibor Vasović 60' (karny) | Estadio Santiago Bernabéu, Madryt Widzów: 60 tys. Sędzia: José Maria Ortiz de Mendibil (Hiszpania) |
| Fabio Cudicini – Angelo Anquilletti, Karl-Heinz Schnellinger, Roberto Rosato, Saul Malatrasi – Giovanni Trapattoni, Kurt Hamrin, Giovanni Lodetti, Angelo Sormani – Gianni Rivera (kapitan), Pierino Prati; Trener: Nereo Rocco | Fabio Cudicini – Angelo Anquilletti, Karl-Heinz Schnellinger, Roberto Rosato, Saul Malatrasi – Giovanni Trapattoni, Kurt Hamrin, Giovanni Lodetti, Angelo Sormani – Gianni Rivera (kapitan), Pierino Prati; Trener: Nereo Rocco |          | Gert Bals – Wim Suurbier (46' Ben Müller), Barry Hulshoff, Velibor Vasović (kapitan), Theo van Duivenbode – Ton Pronk, Henk Groot (46' Klaas Nuninga), Inge Danielsson – Sjaak Swart, Johan Cruijff, Piet Keizer; Trener: Rinus Michels | Gert Bals – Wim Suurbier (46' Ben Müller), Barry Hulshoff, Velibor Vasović (kapitan), Theo van Duivenbode – Ton Pronk, Henk Groot (46' Klaas Nuninga), Inge Danielsson – Sjaak Swart, Johan Cruijff, Piet Keizer; Trener: Rinus Michels |

Poprzez zmęczenie zawodników meczami w Pucharze Europy pod koniec sezonu, a zwłaszcza półfinałowymi z Benfiką (dodatkowe spotkanie), Ajax nie zdołał zdobyć mistrzostwa Holandii i stracił je na rzecz Feyenoordu, który rok później wygrał finał Pucharu Mistrzów z Celtikiem 2:1 stając się pierwszym holenderskim zdobywcą najważniejszego pucharu klubowego w Europie. W 1970 roku Ajax pod wodzą Michelsa odzyskał mistrzowski tytuł.

### 1971–1975: Złota Era Ajaksu

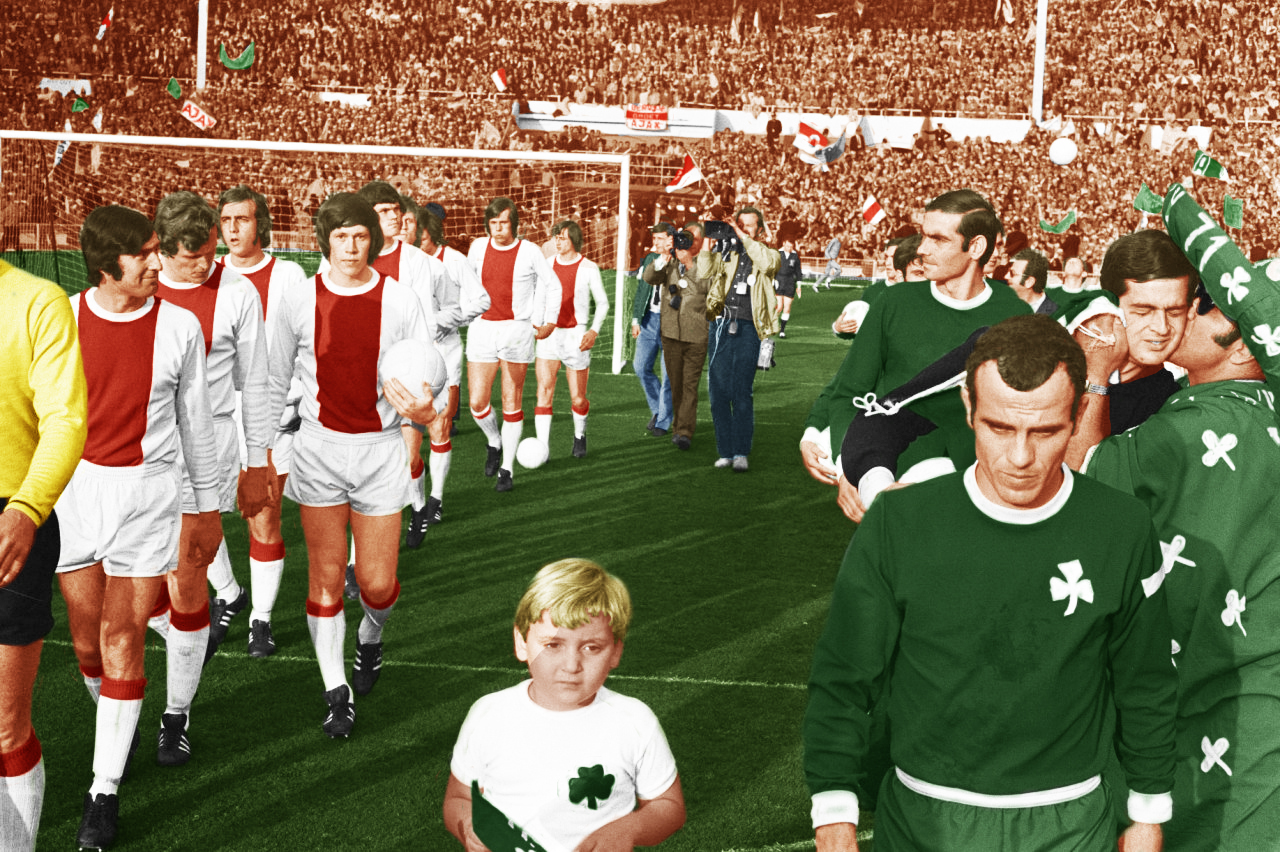
Ajax – Panathinaikos, Puchar Europy Mistrzów Klubowych (1970/1971) Finał

Dzięki kolejnemu tytułowi mistrzowskiemu Ajax ponownie wystąpił w rozgrywkach Pucharu Mistrzów. W pierwszej rundzie rywalem Holendrów był albański zespół 17 Nëntori Tirana. W stolicy Albanii Ajax prowadził 2:0 do przerwy po dwóch bramkach Wima Suurbiera, jednak w drugiej połowie Albańczycy zdobyli dwa gole i ostatecznie padł remis 2:2. W rewanżu na Stadionie Olimpijskim Ajax wygrał 2:0 i awansował do następnej rundy. W 1/8 finału kolejnym rywalem Ajaksu był mistrz Szwajcarii, FC Basel, który dwukrotnie przegrał z Holendrami 0:3 i 1:2. Następną przeszkodą klubu z Amsterdamu w walce o finał był finalista poprzedniej edycji, szkocki Celtic F.C. W Amsterdamie miejscowi wygrali 3:0 po bramkach Johana Cruijffa, Barry’ego Hulshoffa i Pieta Keizera. W rewanżu Celtic odpowiedział tylko zwycięstwem 1:0 i to Ajax awansował do półfinałów. W kwietniu 1971 przeciwnikiem „Joden” była drużyna Atlético Madryt. Dzięki bramce Javiera Irurety w 43. minucie wygrała ona 1:0 u siebie, jednak rewanż należał do mistrzów Holandii, którzy pokonali Hiszpanów 3:0 po golach Keizera, Suurbiera i Johana Neeskensa. Finał Pucharu Mistrzów odbył się 2 maja na Wembley Stadium w Londynie, a Ajax zmierzył się z mistrzem Grecji, Panathinaikosem Ateny. Już w 5. minucie spotkania Ajax objął prowadzenie po golu Dicka van Dijka. Do 87. minuty był wynik 1:0 dla Holendrów, a wtedy Arie Haan zdobył drugą bramkę i trzy minuty później wraz z partnerami świętował wygranie pierwszego w historii klubu Pucharu Europy. Sezon 1970/1971 był zarazem ostatnim dla trenera Rinusa Michelsa w Ajaksie. Zdobył on jeszcze Puchar Holandii, a latem został szkoleniowcem piłkarzy FC Barcelona.
Finał Pucharu Mistrzów
| 2 maja 1971 | Ajax Amsterdam | 2:0(1:0) | Panathinaikos Ateny | Wembley Stadium, Londyn Widzów: 83 tys. Sędzia: Jack Taylor (Anglia) |
| 2 maja 1971 | Dick van Dijk 5', Arie Haan 87' | 2:0(1:0) | | Wembley Stadium, Londyn Widzów: 83 tys. Sędzia: Jack Taylor (Anglia) |
| Heinz Stuy – Johan Neeskens, Barry Hulshoff, Velibor Vasović (kapitan), Wim Suurbier – Nico Rijnders (46' Horst Blankenburg), Gerrie Mühren, Johan Cruijff – Sjaak Swart (46' Arie Haan), Dick van Dijk, Piet Keizer; Trener: Rinus Michels | Heinz Stuy – Johan Neeskens, Barry Hulshoff, Velibor Vasović (kapitan), Wim Suurbier – Nico Rijnders (46' Horst Blankenburg), Gerrie Mühren, Johan Cruijff – Sjaak Swart (46' Arie Haan), Dick van Dijk, Piet Keizer; Trener: Rinus Michels |          | Takis Ekonomopoulos – Yianis Tomaras, Anthimos Kapsis, Frangiskos Sourpis, Giorgios Vlachos – Aristidis Kamaras, Kostas Eleftherakis, Haris Grammos – Antonis Antoniadis, Mimis Domazos (kapitan), Totis Filakouris; Trener: Ferenc Puskás | Takis Ekonomopoulos – Yianis Tomaras, Anthimos Kapsis, Frangiskos Sourpis, Giorgios Vlachos – Aristidis Kamaras, Kostas Eleftherakis, Haris Grammos – Antonis Antoniadis, Mimis Domazos (kapitan), Totis Filakouris; Trener: Ferenc Puskás |

Następcą Michelsa w Ajaksie został rumuński trener Stefan Kovács, przed którym stanęło zadanie odzyskania tytułu mistrzowskiego oraz obrony Pucharu Europy. Sezon Eredivisie Ajax zakończył z 12 punktami przewagi nad Feyenoordem i przegrał tylko jedno spotkanie. W meczu z Vitesse Arnhem wygrał aż 12:1 – Johanowie Cruyff i Neeskens zdobyli w tym meczu odpowiednio cztery i trzy gole. Ajax zdobył także drugi z rzędu krajowy puchar. Z kolei swoją przygodę z Pucharem Mistrzów rozpoczął od dwumeczu z Dynamem Drezno, wywodzącym się z Niemieckiej Republiki Demokratycznej. W pierwszym meczu w Amsterdamie padł wynik 2:0 dla Ajaksu (gole Sjaaka Swarta i Pieta Keizera), a w rewanżu było 0:0. W 1/8 finału Ajax dolosowano do pary z francuskim Olympique Marsylia. Już na Stade Vélodrome Ajax zrobił sobie zaliczkę przed rewanżowym domowym meczem wygrywając 2:1 (bramki zdobyli Cruijff i Keizer). Na Stadionie Olimpijskim do przerwy było 2:1 dla Holendrów po dwóch golach Didiera Couécou, jednym dla Olympique i jednym samobójczym oraz Swarta. W drugiej części spotkania zawodnicy Ajaksu ponownie strzelili dwie bramki, a ich autorami byli Cruijff i Haan. W ćwierćfinale pucharu Ajax trafił na londyński Arsenal. Wyniki dwumeczu to 2:1 dla Ajaksu w Amsterdamie (dwa trafienia Gerriego Mührena) oraz 1:0 dla Holendrów na Arsenal Stadium (samobójczy strzał George’a Grahama). W kwietniowych półfinałach Ajax dwukrotnie zmierzył się z Benfiką. W tym dwumeczu padła tylko jedna bramka, zdobyta przez Sjaaka Swarta w 64. minucie pierwszego meczu, rozegranego w Amsterdamie. Finał edycji 1971/1972 Pucharu Mistrzów odbył się 31 maja na Feijenoord Stadion w Rotterdamie, a przeciwnikiem Ajaksu był włoski Inter Mediolan, prowadzony przez trenera Giovanniego Invernizziego. Do przerwy był bezbramkowy remis, a w drugiej połowie Johan Cruijff strzelił dwa gole, w 47. i 78. minucie i po raz drugi z rzędu Puchar Mistrzów pojechał do Amsterdamu. W tym samym roku Ajax sięgnął także po Puchar Interkontynentalny. W finale zremisował 1:1 z Independiente z Argentyny, a w rewanżu wygrał 3:0.
Finał Pucharu Mistrzów
| 31 maja 1972 | Ajax Amsterdam | 2:0(0:0) | Inter Mediolan | Feijenoord Stadion, Rotterdam Widzów: 67 tys. Sędzia: Robert Helles (Francja) |
| 31 maja 1972 | Johan Cruijff 47', 78' | 2:0(0:0) | | Feijenoord Stadion, Rotterdam Widzów: 67 tys. Sędzia: Robert Helles (Francja) |
| Heinz Stuy – Wim Suurbier, Horst Blankenburg, Barry Hulshoff, Ruud Krol – Johan Neeskens, Arie Haan, Gerrie Mühren – Sjaak Swart, Johan Cruijff, Piet Keizer (kapitan); Trener: Stefan Kovács | Heinz Stuy – Wim Suurbier, Horst Blankenburg, Barry Hulshoff, Ruud Krol – Johan Neeskens, Arie Haan, Gerrie Mühren – Sjaak Swart, Johan Cruijff, Piet Keizer (kapitan); Trener: Stefan Kovács |          | Ivano Bordon – Tarcisio Burgnich, Giacinto Facchetti, Mauro Bellugi, Gabriele Oriali – Mario Giubertoni (20' Mario Bertini), Gianfranco Bedin, Mario Frustalupi – Jair da Costa (58' Sergio Domenicacu), Sandro Mazzola, Roberto Boninsegna; Trener: Giovanni Invernizzi | Ivano Bordon – Tarcisio Burgnich, Giacinto Facchetti, Mauro Bellugi, Gabriele Oriali – Mario Giubertoni (20' Mario Bertini), Gianfranco Bedin, Mario Frustalupi – Jair da Costa (58' Sergio Domenicacu), Sandro Mazzola, Roberto Boninsegna; Trener: Giovanni Invernizzi |

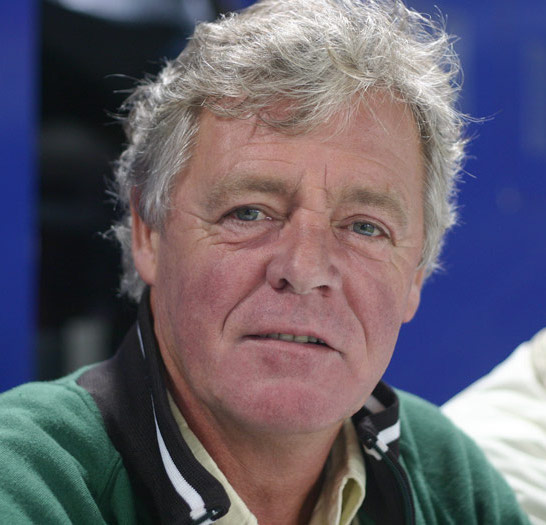
Johnny Rep, zdobywca jedynego gola w finale Pucharu Mistrzów 1973

W styczniu 1973 roku po wywalczeniu drugiego kolejnego Pucharu Mistrzów Ajax sięgnął po Superpuchar Europy, dwukrotnie pokonując Rangers 3:1 i 3:2. Sam Superpuchar był bez aprobaty UEFY, ponieważ zespół Rangers był zawieszony na jeden sezon w pucharach UEFA z powodu niewłaściwego zachowania swoich kibiców, podczas finału Pucharu Zdobywców Pucharów z Dinamem Moskwa. Zespół ponownie przystąpił do pucharu jako obrońca tytułu. Piłkarze mistrza Holandii nie musieli grać pierwszej rundy, gdyż otrzymali wolny los. W 1/8 finału podopieczni trenera Kovácsa zmierzyli się z bułgarskim CSKA Sofia. Zarówno w pierwszym, jak i drugim spotkaniu pokazali wyższość nad rywalem pokonując go 3:1 (gole Swaarta, Keizera i Haana) oraz 3:0 (dwa trafienia Cruyffa oraz jedno Horsta Blankenburga). W ćwierćfinale rywalem Holendrów miał być Bayern Monachium z takimi zawodnikami w składzie jak Sepp Maier, Franz Beckenbauer czy Gerd Müller. Jednak już w pierwszym meczu na Stadionie Olimpijskim w Amsterdamie Ajax nie dał szans monachijczykom zwyciężając 4:0 po dwóch bramkach Arie Haana, jednej Gerriego Mührena oraz Johana Cruijffa. W rewanżu w Monachium Bayern wygrał 2:1 (dla Ajaksu gola zdobył Piet Keizer) i to „Joden” awansowali do półfinału. W nim dwukrotnie rozprawili się z Realem Madryt 2:1 (gole Hulshoffa i Krola) i 1:0 (gol Mührena). Tym samym, po raz trzeci z rzędu Ajax awansował do finału Pucharu Europy. 30 maja na Stadionie Crvenej zvezdy w Belgradzie zawodnicy z Holandii podejmowali Juventus F.C. W 4. minucie Johnny Rep strzelił gola Dino Zoffowi i do końca spotkania wynik nie uległ zmianie. Ajax po raz trzeci z rzędu triumfował w rozgrywkach o klubowe mistrzostwo Europy. W tym samym sezonie Kovács wywalczył z Ajaksem kolejne mistrzostwo Eredivisie.
Finał Pucharu Mistrzów
| 30 maja 1973 | Ajax Amsterdam | 1:0(1:0) | Juventus F.C. | Stadion Crvena Zvezda, Belgrad Widzów: 93,5 tys. Sędzia: Milivoje Gugulović (Jugosławia) |
| 30 maja 1973 | Johnny Rep 4' | 1:0(1:0) | | Stadion Crvena Zvezda, Belgrad Widzów: 93,5 tys. Sędzia: Milivoje Gugulović (Jugosławia) |
| Heinz Stuy – Wim Suurbier, Horst Blankenburg, Barry Hulshoff, Ruud Krol – Johan Neeskens, Arie Haan, Gerrie Mühren – Johnny Rep, Johan Cruijff (kapitan), Piet Keizer; Trener: Stefan Kovács | Heinz Stuy – Wim Suurbier, Horst Blankenburg, Barry Hulshoff, Ruud Krol – Johan Neeskens, Arie Haan, Gerrie Mühren – Johnny Rep, Johan Cruijff (kapitan), Piet Keizer; Trener: Stefan Kovács |          | Dino Zoff – Sandro Salvadore, Gianpiero Marchetti, Francesco Morini, Silvio Longobucco – Franco Causio (57' Antonello Cuccureddu), Giuseppe Furino, Fabio Capello, José Altafini – Pietro Anastasi, Roberto Bettega (49' Helmut Haller); Trener: Čestmír Vycpálek | Dino Zoff – Sandro Salvadore, Gianpiero Marchetti, Francesco Morini, Silvio Longobucco – Franco Causio (57' Antonello Cuccureddu), Giuseppe Furino, Fabio Capello, José Altafini – Pietro Anastasi, Roberto Bettega (49' Helmut Haller); Trener: Čestmír Vycpálek |

Latem 1973 roku trenerem Ajaksu został George Knobel, a jesienią doprowadził Ajax do zdobycia kolejnego Superpucharu Europy (0:1 i 6:0 z Milanem). Z zespołu odszedł Johan Cruijff, który przeszedł do FC Barcelona, a rok później tą samą drogą podążył Johan Neeskens. Z kolei inny napastnik, Sjaak Swart zakończył sportową karierę. W 1974 roku Ajax nie zdołał obronić mistrzowskiego tytułu i zajął 3. miejsce w lidze za Feyenoordem oraz FC Twente. Ajax zrezygnował też z udziału w Pucharze Interkontynentalnym, a jego miejsce zajął Juventus. Natomiast z Pucharu Mistrzów odpadł już po 1/8 finału przegrywając 1:2 w dwumeczu z CSKA Sofia. Po sezonie Knobela zastąpił Hans Kraay, ale i on nie doprowadził Ajaksu do wywalczenia mistrzostwa Holandii, a piłkarze z Amsterdamu ponownie zakończyli sezon na 3. pozycji, tym razem za PSV Eindhoven i Feyenoordem.

### 1976–1990: Zdobycie Pucharu Zdobywców Pucharów

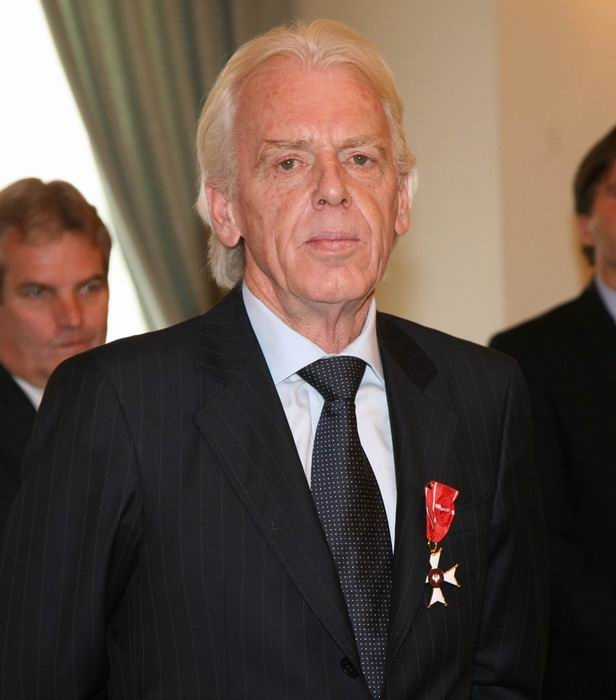
Leo Beenhakker, były dwukrotny trener Ajaksu

W 1975 roku ponownie doszło do zmiany trenera drużyny i na to stanowisko powrócił Rinus Michels. W sezonie 1975/1976 Ajax podobnie jak przed rokiem był trzeci w lidze za PSV Eindhoven i Feyenoordem. Począwszy od 1975 i zakończywszy na 1978 roku czterokrotnie z rzędu królem strzelców Eredivisie zostawał Ruud Geels. Już latem 1976 następcą Michelsa został Serb Tomislav Ivić. 24 października tamtego roku doszło do jednego z pierwszych aktów chuliganizmu na De Meer Stadion. W meczu Ajax – FC Utrecht fani drużyny przyjezdnej przeszli przez ogrodzenie i zaatakowali kibiców Ajaksu łańcuchami rowerowymi. W 1977 roku Ivić doprowadził Ajax do mistrzostwa kraju, a w Puchar Mistrzów klub dotarł do ćwierćfinału po drodze pokonując norweski Lillestrøm SK (0:2, 4:0) oraz Lewskiego Sofia (2:1, 2:1). Po dwóch remisach 1:1 z Juventusem doszło do rzutów karnych, które wygrali gracze z Włoch 3:0. W 1978 roku Ajax został wicemistrzem Holandii, jednak po sezonie Ivić został zastąpiony przez Cora Broma. W 1979 roku drużyna ponownie wywalczyła tytuł mistrzowski oraz zdobyła Puchar Holandii, a w Pucharze Europy w edycji 1979/1980 eliminowała kolejno: HJK Helsinki (dwukrotne zwycięstwo 8:1), Omonię Nikozja (10:0 i 5 goli Sørena Lerby’ego oraz 0:4) i RC Strasbourg (0:0 i 4:0). W półfinale natrafiła na Nottingham Forest, zdobywcy pucharu z poprzedniej edycji. W Nottingham padł wynik 2:0 dla Anglików, a w rewanżu Ajax wygrał 1:0 po golu Lerby’ego i odpadł z rozgrywek. W lidze drużyna prowadzona przez Leo Beenhakkera nie miała sobie równych i została mistrzem z przewagą 3 punktów nad AZ Alkmaar.

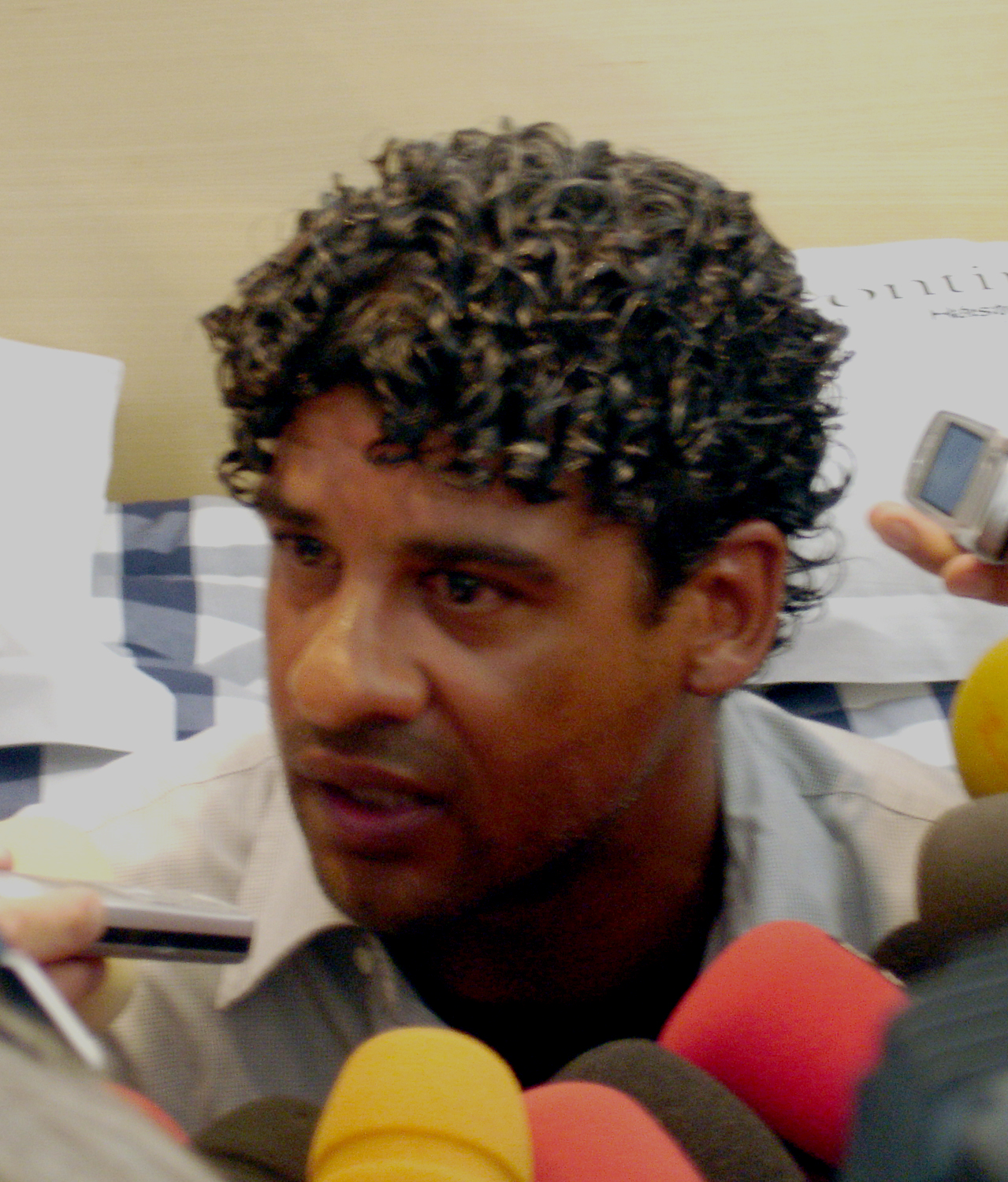
Frank Rijkaard, zawodnik podstawowej jedenastki Ajaksu lat 80.

W latach 80. do drużyny stopniowo wchodziły nowe talenty takie jak obrońca Sonny Silooy, pomocnicy Gerald Vanenburg, Frank Rijkaard i John van ’t Schip czy napastnicy Wim Kieft oraz Marco van Basten, który chwili debiutu w Eredivisie liczył 16 lat. W 1981 roku mistrzem Holandii został AZ, a Ajax pod wodzą Beenhakkera zajął drugie miejsce. Przed sezonem do zespołu powrócił Johan Cruijff, ale dwa lata później odszedł do odwiecznego rywala, Feyenoordu. W Pucharze Europy przeszedł z Ajaksem 1. rundę (2:0 i 1:0 z Dinamem Tirana), jednak odpadł po dwumeczu i klęsce z Bayern Monachium (1:5 w Monachium i 2:1 w Amsterdamie). Po sezonie Beenhakker odszedł do Realu Saragossa, a jego miejsce zajął Niemiec Kurt Linder, który krótko pracował w Ajaksie przez rok. W 1982 roku wygrał on mistrzostwo Holandii, a Wim Kieft został najlepszym strzelcem ligi (32 gole).
Następcą Lindera w 1982 roku został Aad de Mos, który pracował w Ajaksie przez trzy sezony. W 1983 i 1985 roku został mistrzem Holandii, a w tym pierwszym przypadku doprowadził klub do zdobycia krajowego pucharu. Od 1983 roku przez cztery sezony z rzędu najlepszym strzelcem Eredivisie zostawał Marco van Basten, który kolejno zdobywał 28, 22, 37 i 31 goli w sezonie. W tym okresie Ajax jednak ani razu nie został mistrzem kraju i zdobył jedynie dwa Puchary Holandii. W 1985 roku trenerem klubu został Johan Cruijff, a w sezonie 1986/1987 Ajax występował w Pucharze Zdobywców Pucharów, a swoją przygodę z nim rozpoczął od dwukrotnego pokonania Bursasporu 2:0 i 5:0. W kolejnych rundach zespół z Amsterdamu pokonał Olympiakos SFP (4:0, 1:1), Malmö FF (0:1, 3:1) oraz w półfinale Real Saragossa (3:2, 3:0). W finale Ajax miał się spotkać ze zdobywcą Pucharu NRD, Lokomotive Leipzig. Decydujące spotkanie odbyło się na Stadionie Olimpijskim w Atenach. Jedyny gol w nim padł w 21. minucie, a jego autorem został Marco van Basten. Tym samym Ajax zdobył swój drugi z europejskich pucharów.
Finał Pucharu Zdobywców Pucharów
| 13 maja 1987 | Ajax Amsterdam | 1:0(1:0) | Lokomotive Leipzig | Stadion Olimpijski, Ateny Widzów: 35 tys. Sędzia: Luigi Agnolin (Włochy) |
| 13 maja 1987 | Marco van Basten 21' | 1:0(1:0) | | Stadion Olimpijski, Ateny Widzów: 35 tys. Sędzia: Luigi Agnolin (Włochy) |
| Stanley Menzo – Sonny Silooy, Frank Verlaat, Peter Boeve, Jan Wouters – Aron Winter, Frank Rijkaard, Arnold Mühren (kapitan, 83' Arnold Scholten), John van ’t Schip – Marco van Basten, Rob Witschge (66' Dennis Bergkamp); Trener: Johan Cruijff | Stanley Menzo – Sonny Silooy, Frank Verlaat, Peter Boeve, Jan Wouters – Aron Winter, Frank Rijkaard, Arnold Mühren (kapitan, 83' Arnold Scholten), John van ’t Schip – Marco van Basten, Rob Witschge (66' Dennis Bergkamp); Trener: Johan Cruijff |          | René Müller (kapitan) – Frank Baum, Ronald Kreer, Matthias Lindner, Uwe Zötzsche – Heiko Scholz, Uwe Bredow, Frank Edmond (54' Hans-Jörg Leitzke), Matthias Liebers (76' Dieter Kühn) – Hans Richter, Olaf Marschall; Trener: Hans-Ulrich Thomale | René Müller (kapitan) – Frank Baum, Ronald Kreer, Matthias Lindner, Uwe Zötzsche – Heiko Scholz, Uwe Bredow, Frank Edmond (54' Hans-Jörg Leitzke), Matthias Liebers (76' Dieter Kühn) – Hans Richter, Olaf Marschall; Trener: Hans-Ulrich Thomale |

W 1987 roku Ajax był drugi w lidze, a w 1988 powtórzył to osiągnięcie. Sezon 1987/1988 był ostatnim dla Cruijffa jako trenera Ajaksu, gdyż po jego zakończeniu odszedł do Barcelony. Poprowadził jeszcze zespół w Pucharze Zdobywców Pucharów, w którym Ajax grał jako obrońca tytułu. Grę w nim rozpoczął od przejścia pierwszej rundy i wyeliminowania amatorskiego irlandzkiego Dundalk FC (4:0, 2:0). W 1/8 finału przeciwnikiem „Godenzonen” był Hamburger SV, który dwukrotnie poległ 0:1 i 0:2. Z kolei w ćwierćfinale doszło do dwumeczu z FC Basel i dwukrotnego wygrania spotkań po 1:0. W półfinale Ajax natrafił na Olympique Marsylia, a awans zapewnił sobie praktycznie po pierwszym spotkaniu wygrywając 3:0 na Stade Vélodrome. Po remisie 1:1 przyszedł czas na finał na Stade de la Meinau w Strasburgu. Rywalem Holendrów był belgijski KV Mechelen, trenowany przez byłego szkoleniowca Ajaksu, Aada de Mosa. Ajax przegrał finał 1:0 tracąc gola w 53. minucie po strzale Pieta den Boera. Do końca lat 80. Ajax trenował ponownie Leo Beenhakker, ale nie osiągnął żadnych znaczących sukcesów.
Finał Pucharu Zdobywców Pucharów
| 11 maja 1988 | KV Mechelen | 1:0(0:0) | Ajax Amsterdam | Stade de la Meinau, Strasburg Widzów: 39 466 Sędzia: Dieter Pauly (Niemcy) |
| 11 maja 1988 | Piet den Boer 53' | 1:0(0:0) | | Stade de la Meinau, Strasburg Widzów: 39 466 Sędzia: Dieter Pauly (Niemcy) |
| Michel Preud’homme – Leo Clijsters (kapitan), Koen Sanders, Graeme Rutjes, Geert Deferm – Wim Hofkens (73' Paul Theunis), Marc Emmers, Erwin Koeman, Pascal de Wilde (60' Paul Demesmaeker) – Piet den Boer, Eli Ochanna; Trener: Aad de Mos | Michel Preud’homme – Leo Clijsters (kapitan), Koen Sanders, Graeme Rutjes, Geert Deferm – Wim Hofkens (73' Paul Theunis), Marc Emmers, Erwin Koeman, Pascal de Wilde (60' Paul Demesmaeker) – Piet den Boer, Eli Ochanna; Trener: Aad de Mos |          | Stanley Menzo – Danny Blind, Jan Wouters, Peter Larsson, Frank Verlaat (73' Henny Meijer) – John van ’t Schip (57' Dennis Bergkamp), Aron Winter, Arnold Mühren (kapitan), Arnold Scholten – John Bosman, Rob Witschge; Trener: Spitz Kohn | Stanley Menzo – Danny Blind, Jan Wouters, Peter Larsson, Frank Verlaat (73' Henny Meijer) – John van ’t Schip (57' Dennis Bergkamp), Aron Winter, Arnold Mühren (kapitan), Arnold Scholten – John Bosman, Rob Witschge; Trener: Spitz Kohn |

### 1991–2000: Era Louisa van Gaala i przenosiny na Amsterdam ArenA

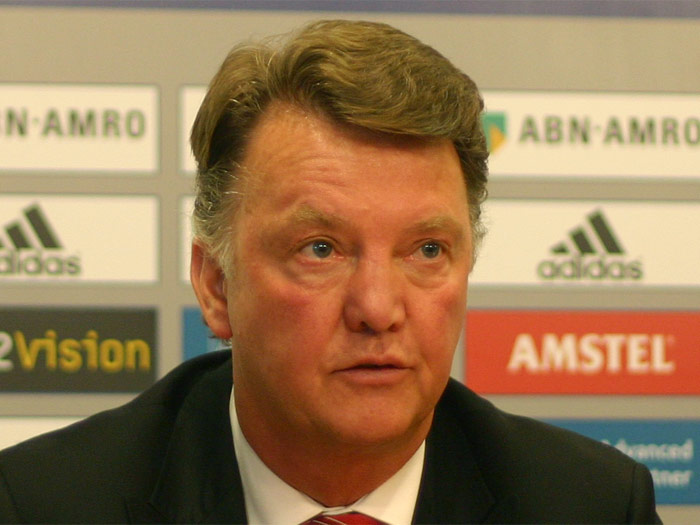
Twórca potęgi Ajaksu w latach 90., Louis van Gaal.

W 1991 roku trenerem Ajaksu został Louis van Gaal, który wcześniej pełnił funkcję asystenta Leo Beenhakkera. W Eredivisie zajął z Ajaksem 2. pozycję za PSV Eindhoven. W Pucharze UEFA Ajax trafił najpierw na szwedzkie Örebro SK, które pokonał dwukrotnie 3:0 i 1:0. W 1/16 finału spotkał się z Rot-Weiß Erfurt, drużyną z Niemieckiej Republiki Demokratycznej eliminując ją z pucharu poprzez zwycięstwo 2:1 w Erfurcie i 3:0 w Amsterdamie. Także kolejną przeszkodę Ajax przeszedł dzięki dwóm zwycięstwom. 1:0 w Pampelunie i 1:0 w Amsterdamie z Osasuną (w obu przypadkach gole zdobywał Dennis Bergkamp) dało Holendrom awans do 1/4 finału. Ćwierćfinał Ajax rozpoczął meczem w Gandawie z tamtejszym KAA Gent. Padł remis 0:0, ale już w rewanżu zespół z Holandii wygrał 3:0. Ostatnią przeszkodą klubu w drodze do finału Pucharu UEFA była włoska Genoa CFC. Do 73. minuty Ajax prowadził 2:0 po golach Stefana Petterssona i Bryana Roya, jednak w ciągu kolejnych 7 minut dwa gole dla gospodarzy zdobył Carlos Alberto Aguilera. W 89. minucie zwycięstwo Ajaksowi dał Aron Winter. W rewanżowym meczu w Amsterdamie padł remis 1:1 (gol Berkgampa w 46. minucie) i Ajax po raz pierwszy w swojej historii awansował do decydujących spotkań o Puchar UEFA, w których zmierzył się z Torino Calcio. Na Stadio delle Alpi w Turynie padł remis 2:2. Dla Torino dwukrotnie trafił Brazylijczyk Walter Casagrande, a dla Ajaksu – Wim Jonk i Pettersson z rzutu karnego. Na Stadionie Olimpijskim w Amsterdamie nie padły bramki i Ajax dzięki większej liczbie strzelonych goli na wyjeździe zdobył Puchar UEFA, po raz pierwszy w swojej historii.
Finał Pucharu UEFA
| 29 kwietnia 1992 | Torino Calcio | 2:2(0:1) | Ajax Amsterdam | Stadio delle Alpi, Turyn Widzów: 65 377 Sędzia: Joseph Worall (Anglia) |
| 29 kwietnia 1992 | Walter Casagrande 65', 82' | 2:2(0:1) | Wim Jonk 17', Stefan Pettersson 73' (karny) | Stadio delle Alpi, Turyn Widzów: 65 377 Sędzia: Joseph Worall (Anglia) |
| Luca Marchegiani – Pasquale Bruno, Enrico Annoni, Roberto Cravero (kapitan, 80' Giorgio Bresciani), Roberto Mussi (83' Gianluca Sordo) – Silvano Benedetti, Enzo Scifo, Rafael Martín Vázquez, Giorgio Venturin – Gianluigi Lentini, Walter Casagrande; Trener: Emiliano Mondonico | Luca Marchegiani – Pasquale Bruno, Enrico Annoni, Roberto Cravero (kapitan, 80' Giorgio Bresciani), Roberto Mussi (83' Gianluca Sordo) – Silvano Benedetti, Enzo Scifo, Rafael Martín Vázquez, Giorgio Venturin – Gianluigi Lentini, Walter Casagrande; Trener: Emiliano Mondonico |          | Stanley Menzo – Sonny Silooy, Danny Blind (kapitan), Wim Jonk, Frank de Boer – Aron Winter, Michel Kreek, Dennis Bergkamp, John van ’t Schip – Stefan Pettersson, Bryan Roy (82' Alphons Groenendijk); Trener: Louis van Gaal | Stanley Menzo – Sonny Silooy, Danny Blind (kapitan), Wim Jonk, Frank de Boer – Aron Winter, Michel Kreek, Dennis Bergkamp, John van ’t Schip – Stefan Pettersson, Bryan Roy (82' Alphons Groenendijk); Trener: Louis van Gaal |

Finał Pucharu UEFA
| 13 maja 1992 | Ajax Amsterdam | 0:0(0:0) | Torino Calcio | Stadion Olimpijski, Amsterdam Widzów: 42 000 Sędzia: Zoran Petrović (Jugosławia) |
| 13 maja 1992 | | 0:0(0:0) | | Stadion Olimpijski, Amsterdam Widzów: 42 000 Sędzia: Zoran Petrović (Jugosławia) |
| Stanley Menzo – Sonny Silooy, Danny Blind (kapitan), Wim Jonk, Frank de Boer – Aron Winter, Michel Kreek (80' Marciano Vink), Rob Alflen, John van ’t Schip – Stefan Pettersson, Bryan Roy (65' John van Loen); Trener: Louis van Gaal | Stanley Menzo – Sonny Silooy, Danny Blind (kapitan), Wim Jonk, Frank de Boer – Aron Winter, Michel Kreek (80' Marciano Vink), Rob Alflen, John van ’t Schip – Stefan Pettersson, Bryan Roy (65' John van Loen); Trener: Louis van Gaal |          | Luca Marchegiani – Roberto Mussi, Roberto Cravero (kapitan, 58' Gianluca Sordo), Silvano Benedetti, Luca Fusi – Roberto Policano, Rafael Martín Vázquez, Enzo Scifo (62' Giorgio Bresciani), Giorgio Venturin – Gianluigi Lentini, Walter Casagrande; Trener: Emiliano Mondonico | Luca Marchegiani – Roberto Mussi, Roberto Cravero (kapitan, 58' Gianluca Sordo), Silvano Benedetti, Luca Fusi – Roberto Policano, Rafael Martín Vázquez, Enzo Scifo (62' Giorgio Bresciani), Giorgio Venturin – Gianluigi Lentini, Walter Casagrande; Trener: Emiliano Mondonico |

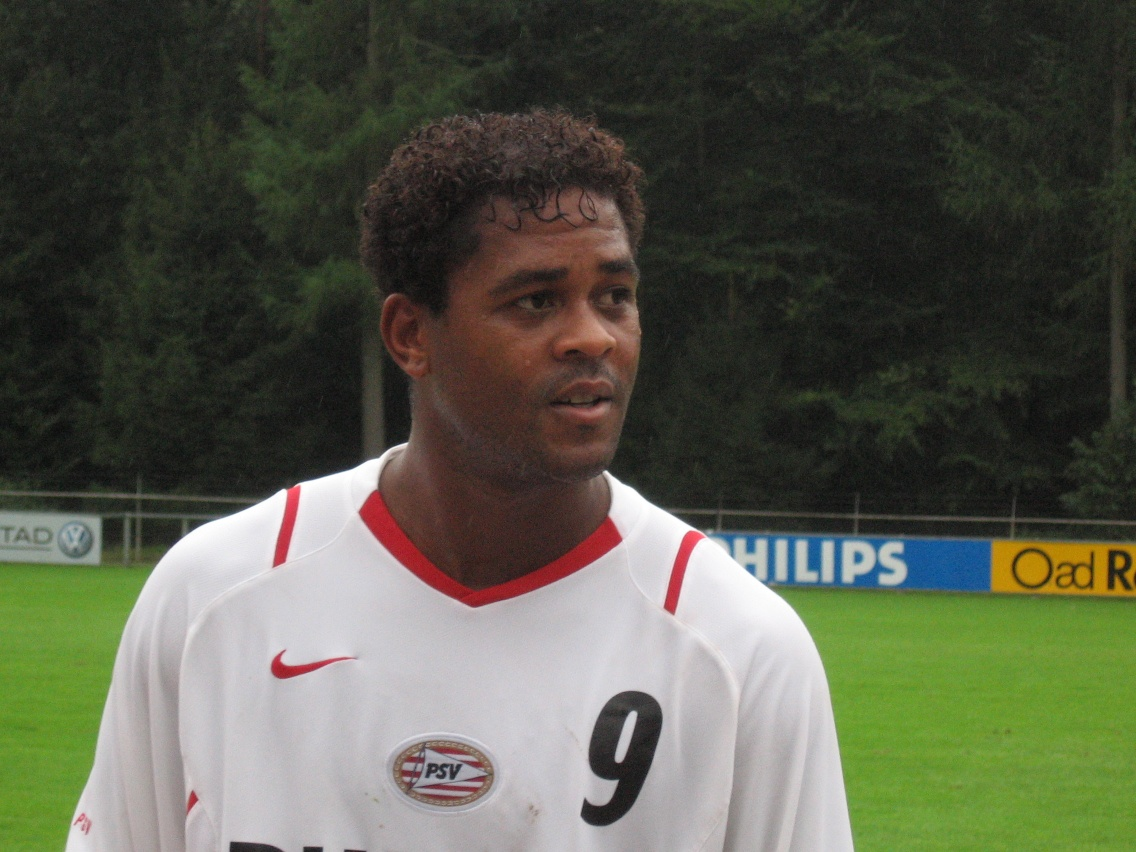
Patrick Kluivert, zdobywca jedynej bramki dla Ajaksu w finale Ligi Mistrzów

Sezon 1992/1993 Ajax zakończył na 3. miejscu w tabeli tracąc do mistrza kraju Feyenoordu 4 punkty, ale zdobył za to Puchar Holandii dzięki zwycięstwu 6:2 w finale nad SC Heerenveen. Podobnie jak rok wcześniej królem strzelców Eredivisie został Dennis Bergkamp, ale po sezonie został sprzedany do Interu Mediolan, podobnie jak defensywny pomocnik Wim Jonk. W Pucharze UEFA drużyna dotarła do ćwierćfinału, z którego odpadła po dwumeczu z AJ Auxerre (2:4, 1:0). W 1994 roku Ajax wywalczył mistrzostwo Holandii, pierwsze za trenerskiej kadencji van Gaala i pierwsze od 1990 roku. Jesienią zakwalifikował się do Ligi Mistrzów, czyli powstałej w 1992 roku nowej formuły Pucharu Mistrzów. W fazie grupowej trafił do jednej grupy z Milanem, AEK Ateny i Austrią Salzburg. Już w debiutanckim meczu rozgrywek pokonał Milan 2:0 po trafieniach Ronalda de Boera i Jariego Litmanena. W drugim spotkaniu w Atenach Ajax zwyciężył AEK 2:1 (gole Litmanena i 18-letniego wówczas Patricka Kluiverta). W Salzburgu z Austrią padł bezbramkowy remis, a w rewanżu w Amsterdamie było 1:1 (bramka Litmanena). Drugi mecz w Mediolanie zakończył się zwycięstwem Ajaksu 2:0 (trafienie Litmanena i samobójcze Franco Baresiego), a w ostatnim grupowym z AEK Ajax wygrał 2:0 po dwóch bramkach Tarika Oulidy. W ćwierćfinale rywalem Ajaksu był chorwacki Hajduk Split. W Splicie bramki nie padły, ale w Amsterdamie gole zdobywał tylko Ajax, a konkretnie Nwankwo Kanu i dwukrotnie Frank de Boer. Półfinałowe spotkanie w Monachium z tamtejszym Bayernem zakończyło się remisem 0:0, a u siebie Ajaks odniósł wysokie zwycięstwo 5:2 (bramki: Litmanen dwie, Finidi George, Frank de Boer i Marc Overmars). W finale na Ernst-Happel-Stadion w Wiedniu Ajax po raz trzeci zmierzył się z Milanem. W 85. minucie był remis 0:0 i wtedy gola zdobył Patrick Kluivert, który w 69. minucie zmienił Jariego Litmanena. Tym samym Ajax sięgnął po Puchar Europy po raz czwarty w swojej historii.
Finał Ligi Mistrzów
| 24 maja 1995 | Ajax Amsterdam | 1:0(0:0) | A.C. Milan | Ernst-Happel-Stadion, Wiedeń Widzów: 49 730 Sędzia: Ion Craciunescu (Rumunia) |
| 24 maja 1995 | Patrick Kluivert 85' | 1:0(0:0) | | Ernst-Happel-Stadion, Wiedeń Widzów: 49 730 Sędzia: Ion Craciunescu (Rumunia) |
| Edwin van der Sar – Michael Reiziger, Danny Blind (kapitan), Frank Rijkaard, Frank de Boer – Clarence Seedorf (54' Nwankwo Kanu), Edgar Davids, Finidi George, Ronald de Boer – Jari Litmanen (69' Patrick Kluivert), Marc Overmars; Trener: Louis van Gaal | Edwin van der Sar – Michael Reiziger, Danny Blind (kapitan), Frank Rijkaard, Frank de Boer – Clarence Seedorf (54' Nwankwo Kanu), Edgar Davids, Finidi George, Ronald de Boer – Jari Litmanen (69' Patrick Kluivert), Marc Overmars; Trener: Louis van Gaal |          | Sebastiano Rossi – Christian Panucci, Franco Baresi (kapitan), Marcel Desailly, Paolo Maldini – Roberto Donadoni, Alessandro Costacurta, Demetrio Albertini, Zvonimir Boban (86' Gianluigi Lentini) – Daniele Massaro (90' Stefano Eranio), Marco Simone; Trener: Fabio Capello | Sebastiano Rossi – Christian Panucci, Franco Baresi (kapitan), Marcel Desailly, Paolo Maldini – Roberto Donadoni, Alessandro Costacurta, Demetrio Albertini, Zvonimir Boban (86' Gianluigi Lentini) – Daniele Massaro (90' Stefano Eranio), Marco Simone; Trener: Fabio Capello |

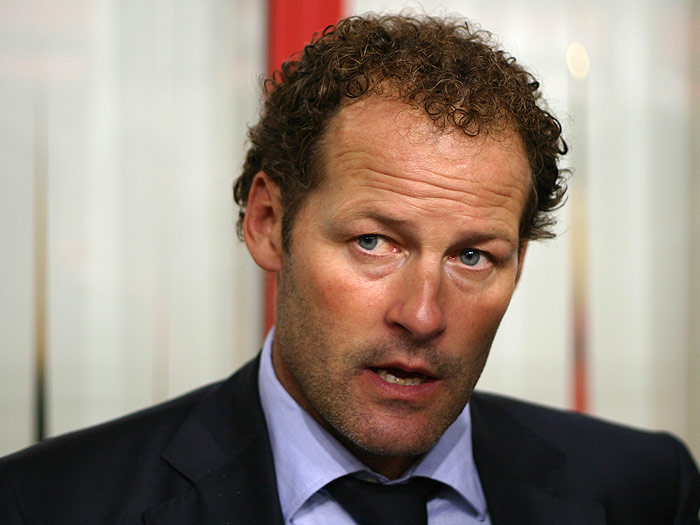
Danny Blind, wieloletni kapitan zespołu w latach 90.

Jesienią 1995 roku Ajax wywalczył po raz trzeci w historii Superpuchar Europy. Na wyjeździe zremisował 1:1 ze zdobywcą Pucharu Zdobywców Pucharów, Realem Saragossa, a u siebie zwyciężył 4:0. Ajax ponownie został mistrzem Eredivisie, a w fazie grupowej Ligi Mistrzów trafił do jednej grupy z Realem Madryt, Ferencvárosem Budapeszt i Grasshoppers Zurych. W pierwszym meczu Ajax pokonał u siebie Real 1:0 po bramce Overmarsa, a w drugim rozgromił na wyjeździe Ferencváros 5:1, a gole zdobywali Litmanen trzy i po jednej Frank de Boer oraz Kluivert. W kolejnym spotkaniu Ajax pokonał Grasshoppers 3:0 (dwa gole Kluiverta i jeden George’a), a w Zurychu zremisował 0:0. Rewanż w Madrycie z Realem także zakończył się zwycięstwem Holendrów, tym razem 2:0 po trafieniach Litmanena i Kluiverta. Ostatnie spotkanie w grupie Ajax rozegrał u siebie przeciwko Ferencvárosowi i zwyciężył 4:0 (dwie bramki Litmanena i po jednej Ronalda de Boera i Overmarsa). W ćwierćfinale Ligi Mistrzów Ajax wyeliminował Borussię Dortmund (2:0 w Dortmundzie po golach Davidsa i Kluiverta oraz 1:0 w Amsterdamie po trafieniu Kizito Musampy). W półfinale rywalem Holendrów został Panathinaikos Ateny. 3 kwietnia na Stadionie Olimpijskim Ajax niespodziewanie przegrał 0:1 tracąc bramkę na trzy minuty przed końcem meczu po strzale Krzysztofa Warzychy. Jednak w rewanżu w Atenach górą był Ajax, który wygrał 3:0 (strzelcy: Litmanen x2 i Wooter), tym samym po raz drugi z rzędu Ajax van Gaala awansował do finału Pucharu Mistrzów. 22 maja 1996 na Stadio Olimpico w Rzymie rywalem Ajaksu był Juventus F.C. Już w 12. minucie „bianco-neri” objęli prowadzenie po golu Fabrizia Ravanellego, jednak w 41. Ajax wyrównał po trafieniu Litmanena. Do 120. minuty wynik nie uległ zmianie i doszło do serii rzutów karnych. W pierwszej kolejce pomylił się Davids (jego strzał obronił Angelo Peruzzi), ale gracze Juventusu, Ciro Ferrara, Gianluca Pessotto, Michele Padovano i Vladimir Jugović skutecznie trafiali do bramki Edwina van der Sara. Litmanen i Scholten zdobyli gole dla Ajaksu, jednak w czwartej kolejce Sonny Silooy zmarnował swój strzał i ostatecznie Puchar Mistrzów wygrał Juventus.
Finał Ligi Mistrzów
| 22 maja 1996 | Juventus F.C. | 1:1 k. 4:2(1:1, k. 4:2) | Ajax Amsterdam | Stadio Olimpico, Rzym Widzów: 80 tys. Sędzia: Manuel Díaz Vega (Hiszpania) |
| 22 maja 1996 | Fabrizio Ravanelli 12' | 1:1 k. 4:2(1:1, k. 4:2) | Jari Litmanen 41' | Stadio Olimpico, Rzym Widzów: 80 tys. Sędzia: Manuel Díaz Vega (Hiszpania) |
| 22 maja 1996 | · Ciro Ferrara · Gianluca Pessotto · Michele Padovano · Vladimir Jugović | Rzuty karne             | · Edgar Davids · Jari Litmanen · Arnold Scholten · Sonny Silooy | Stadio Olimpico, Rzym Widzów: 80 tys. Sędzia: Manuel Díaz Vega (Hiszpania) |
| Angelo Peruzzi – Ciro Ferrara, Moreno Torricelli, Pietro Vierchowod, Gianluca Pessotto – Antonio Conte (44' Vladimir Jugović), Paulo Sousa (57' Angelo Di Livio), Didier Deschamps, Alessandro Del Piero – Gianluca Vialli (kapitan), Fabrizio Ravanelli (77' Michele Padovano); Trener: Marcello Lippi | Angelo Peruzzi – Ciro Ferrara, Moreno Torricelli, Pietro Vierchowod, Gianluca Pessotto – Antonio Conte (44' Vladimir Jugović), Paulo Sousa (57' Angelo Di Livio), Didier Deschamps, Alessandro Del Piero – Gianluca Vialli (kapitan), Fabrizio Ravanelli (77' Michele Padovano); Trener: Marcello Lippi |                         | Edwin van der Sar – Sonny Silooy, Danny Blind (kapitan), Frank de Boer (68' Arnold Scholten), Winston Bogarde – Edgar Davids, Ronald de Boer (91' Nordin Wooter), Finidi George, Kiki Musampa (46' Patrick Kluivert) – Jari Litmanen, Nwankwo Kanu; Trener: Louis van Gaal | Edwin van der Sar – Sonny Silooy, Danny Blind (kapitan), Frank de Boer (68' Arnold Scholten), Winston Bogarde – Edgar Davids, Ronald de Boer (91' Nordin Wooter), Finidi George, Kiki Musampa (46' Patrick Kluivert) – Jari Litmanen, Nwankwo Kanu; Trener: Louis van Gaal |

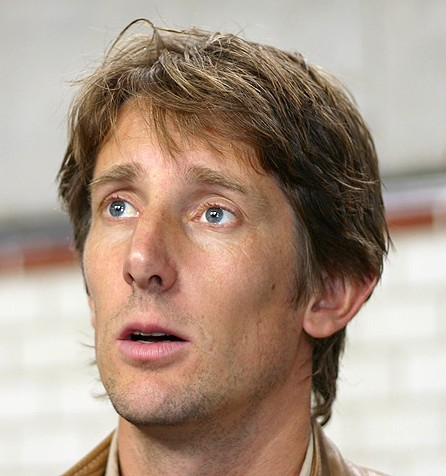
Edwin van der Sar, długoletni bramkarz Ajaksu, w którym grał w latach 90.

W sezonie 1996/1997 Ajax zaczął występować na nowym stadionie, Amsterdam ArenA, a z czasem stary De Meer Stadion poszedł do rozbiórki. Przed sezonem z zespołu odeszli: Finidi George do Realu Betis, Nwankwo Kanu do Interu Mediolan, Edgar Davids i Michael Reiziger do Milanu. Tak osłabiony Ajax zajął dopiero 4. miejsce w Eredivisie przegrywając nie tylko z PSV i Feyenoordem, ale i FC Twente. W Lidze Mistrzów dotarł do półfinału przechodząc fazę grupową (2. miejsce za AJ Auxerre i przed Grasshoppers i Rangers) i ćwierćfinał (1:1 i 3:2 z Atlético Madryt), ale odpadając z Juventusem (1:2 i 1:4). Po sezonie odszedł van Gaal, który został trenerem Barcelony, a jego miejsce zajął Duńczyk Morten Olsen.
W sezonie 1997/1998 Ajax odzyskał po roku mistrzostwo kraju kończąc ligę z 17 punktami przewagi nad drugim w tabeli PSV. Zespół wygrał także Puchar Holandii gromiąc w finale rywali z Eindhoven 5:0. W 1999 drużyna pod wodzą Olsena zakończyła ligowy sezon na 6. miejscu w tabeli, a z Ligi Mistrzów odpadła po fazie grupowej zajmując ostatnie miejsce w grupie za Olympiakosem Pireus, Croatią Zagrzeb i FC Porto. „Godenzone” zdobyli za to kolejny krajowy puchar (2:0 w finale z Fortuną Sittard). Olsen został zwolniony i zastąpiony przez Jana Woutersa, który w 2000 roku był z Ajaksem 5. w lidze.
W latach 90. piłkarze Ajaksu trzykrotnie zostawali najlepszymi strzelcami ligi. W sezonie 1991/1992 był to Dennis Bergkamp, który zdobył 24 gole. Sezon później powtórzył to osiągnięcie zaliczając 26 trafień w Eredivisie. Tyle samo bramek zdobył w sezonie 1993/1994 jego następca, Fin Jari Litmanen.
We wrześniu 2000 Ajax przystąpił do Grupy G-14, czyli międzynarodowej organizacji sportowej, zrzeszonej w Europejskim Zgrupowaniu Interesów Gospodarczych (EEIG), działającej do 15 lutego 2008 i skupiającej w czasie swego istnienia 18 najbogatszych europejskich klubów piłkarskich z czołowych krajowych związków piłkarskich w celu reprezentowania ich interesów w negocjacjach z UEFA oraz FIFA.

### XXI wiek: Dominacja PSV

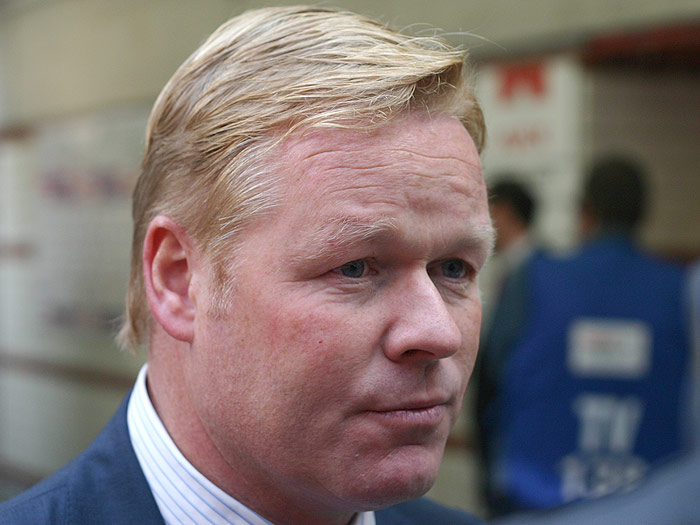
Ronald Koeman, trener, który na razie jako przedostatni wywalczył mistrzostwo z Ajaksem

Latem 2000 roku nowym szkoleniowcem Ajaksu został Co Adriaanse, który w poprzednim sezonie doprowadził Willem II Tilburg do awansu do Ligi Mistrzów. Nie odniósł on jednak z klubem z Amsterdamu większych sukcesów kończąc z nim sezon na 3. miejscu w Eredivisie. W 2001 roku zatrudniono więc Ronalda Koemana na stanowisku pierwszego trenera. Były gracz Ajaksu w latach 1983–1986, a potem szkoleniowiec Vitesse Arnhem odzyskał tytuł mistrzowski dla Ajaksu. Tym samym zawodnicy wygrali go po raz pierwszy od 1998 roku. Do najlepszych strzelców tamtego sezonu należeli Grek Nikos Machlas (12 goli), Egipcjanin Mido (12 goli) czy pomocnik, wychowanek Ajaksu, Rafael van der Vaart (14 goli).

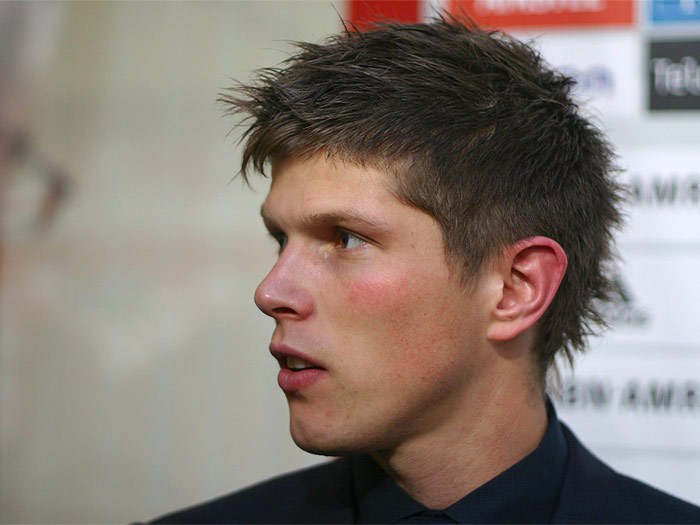
Klaas-Jan Huntelaar, dwukrotny król strzelców Eredivisie w barwach Ajaksu

W edycji 2002/2003 Ligi Mistrzów Ajax natrafił w fazie grupowej na Rosenborg BK, Olympique Lyon i Inter Mediolan. Ostatecznie wygrał dwa mecze (2:1 i 2:0 z Lyonem), dwa zremisował (0:0 i 1:1 z Rosenborgiem) oraz dwa przegrał (0:1 i 1:2 z Interem) i zajął drugie miejsce, premiowane awansem do kolejnej fazy grupowej. Z niej wyeliminował Arsenal F.C. i AS Roma kończąc ją na 2. miejscu za Valencią. W ćwierćfinale Ajax spotkał się z Milanem. U siebie zremisował 0:0, a na wyjeździe na San Siro do 90. minuty remisował 2:2 by ostatecznie przegrać po golu strzelonym w doliczonym czasie gry przez Jona Dahla Tomassona. W lidze Koeman był drugi z Ajaksem, ale w sezonie 2003/2004 odzyskał mistrzostwo kraju dla stołecznej drużyny. W Lidze Mistrzów Ajax tym razem był ostatni w swojej grupie za Milanem, Celtą Vigo i Club Brugge. W Ajaksie Koeman pracował także w kolejnym sezonie, w którym został wicemistrzem kraju i odpadł z Ligi Mistrzów po pierwszej rundzie.

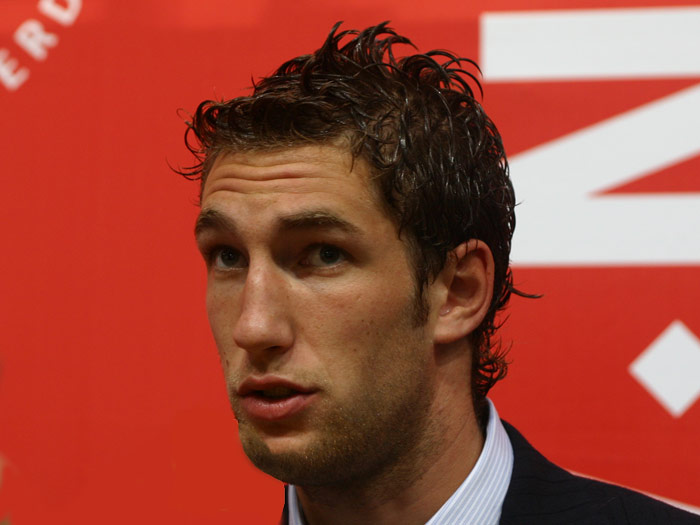
Maarten Stekelenburg, podstawowy bramkarz zespołu

W sezonie 2005/2006 z Ajaksem zaczął pracować były kapitan Ajaksu, Danny Blind. Jednak po raz kolejny mistrzem zostało PSV, a Ajax był czwarty w lidze, a w Lidze Mistrzów dotarł do 1/8 finału. Zdobył za to Puchar Holandii po zwycięstwie 2:1 w finale nad PSV. W trakcie sezonu do drużyny przybył Klaas-Jan Huntelaar z SC Heerenveen, który z 33 golami był najlepszym strzelcem ligi. W sezonie 2006/2007 Ajax pod wodzą Henka ten Cate wywalczył wicemistrzostwo, mając tyle samo punktów co PSV, ale gorszy stosunek bramkowy. W finale Pucharu Holandii „Joden” wygrali po serii rzutów karnych z AZ Alkmaar.
Następcą ten Cate w 2007 roku został Adri Koster, ale i ten trener pracował na Amsterdam ArenA rok. Ajax ponownie nie sprostał PSV, tracąc do niego 3 punkty. Huntelaar znów strzelił 33 gole i był najlepszym strzelcem Eredivisie. W 2008 roku nowym trenerem Ajaksu został Marco van Basten, który na Euro 2008 dotarł z reprezentacją Holandii do ćwierćfinału. Znakomity napastnik nie sprawdził się niestety w roli szkoleniowca. W sezonie 2008/2009 Ajax zajął w lidze dopiero 3. miejsce. Nieco lepiej drużyna zaprezentowała się w ostatniej edycji Pucharu UEFA (obecnie Liga Europy). Ajax dotarł do 1/8, gdzie przegrali rywalizacje z francuskim Olympique Marsylia.
Na początku maja 2009 roku Marco van Basten złożył dymisję. Ajax postanowił postawić wówczas na Martina Jola (byłego menadżera Tottenhamu i Hamburger SV). Pod wodzą nowego szkoleniowca Ajax prezentował się nieźle, jednak nie wystarczyło to do zdobycia mistrza kraju. Piłkarze z Amsterdamu, co prawda zdobyli 85 punktów w lidze, niestety przegrali końcową rywalizację z FC Twente zaledwie jednym oczkiem. Jedynym trofeum, jakie udało się wywalczyć drużynie Martina Jola był Puchar Holandii.
Sezony 2010/2011 oraz 2011/2012 zostały niemal całkowicie zdominowane przez Ajax. Po Jolu trenerem zespołu został kolejny były gracz Frank de Boer. Piłkarz między innymi Ajaksu i FC Barcelony wprowadził do składu kilku wychowanków, a cały zespół przeszedł gruntowną selekcję. Za jego kadencji Ajax dwa razy z rzędu zdobył mistrzostwo Holandii, na które kibice musieli czekać od 2004 roku.

## Sukcesy

### Trofea międzynarodowe

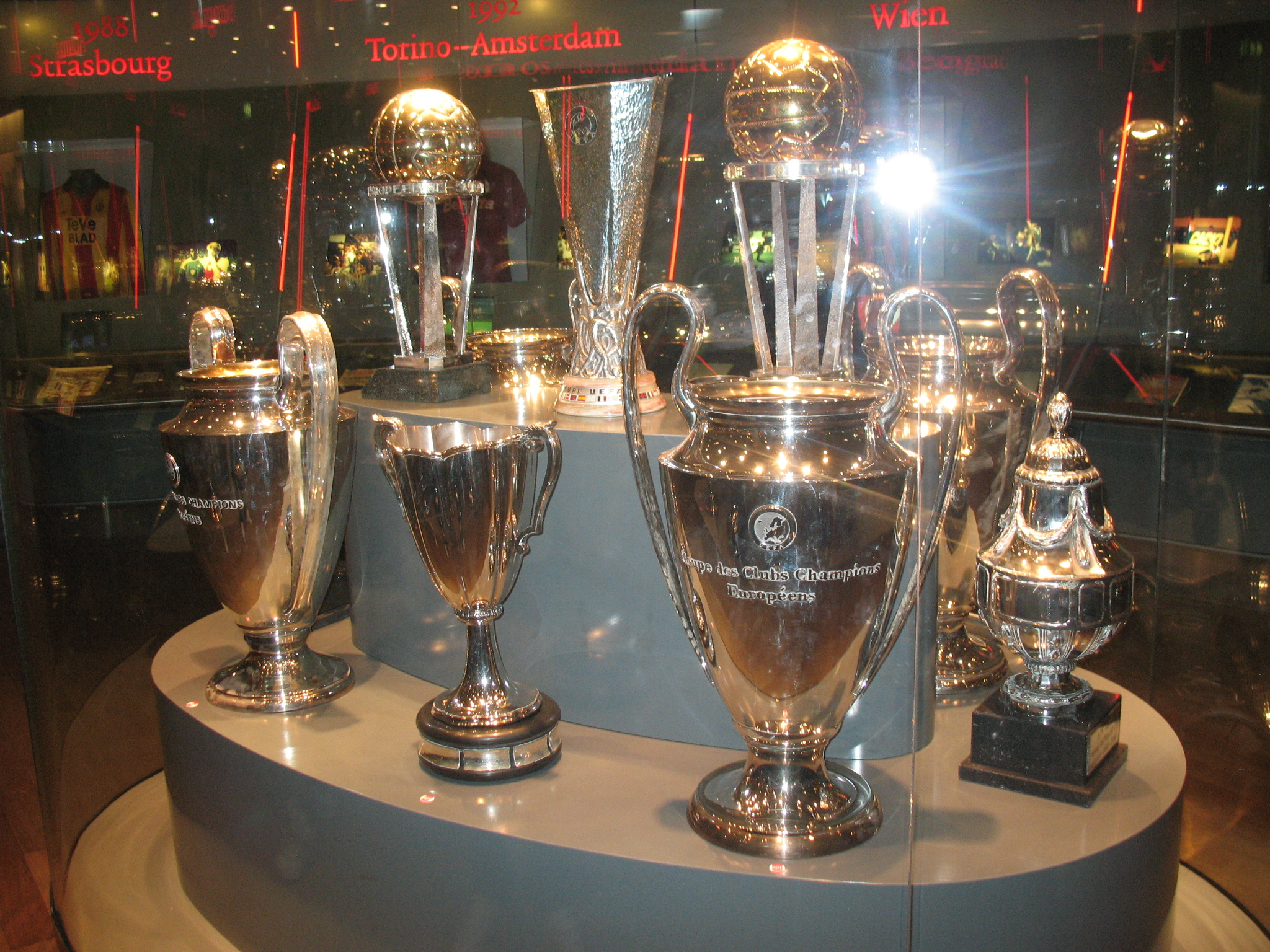
Puchary z europejskich pucharów

| \| \| Zdobyte trofea w rozgrywkach międzynarodowych (stan na: 24-05-2017) \| |                                                                     |      |                        |
| Rozgrywki                                                                    | Osiągnięcie                                                         | Razy | Sezon(y)               |
| Puchar Interkontynentalny                                                    | zdobywca                                                            | 2    | 1972, 1995             |
| Puchar Interkontynentalny                                                    | finalista                                                           | –    |                        |
| · Liga Mistrzów · (Puchar Europy)                                            | zdobywca                                                            | 4    | 1971, 1972, 1973, 1995 |
| · Liga Mistrzów · (Puchar Europy)                                            | finalista                                                           | 2    | 1969, 1996             |
| · Liga Europy · (Puchar UEFA)                                                | zdobywca                                                            | 1    | 1992                   |
| · Liga Europy · (Puchar UEFA)                                                | finalista                                                           | 1    | 2017                   |
| · Puchar Zdobywców                                                           | zdobywca                                                            | 1    | 1987                   |
| · Puchar Zdobywców                                                           | finalista                                                           | 1    | 1988                   |
| · Superpuchar UEFA                                                           | zdobywca                                                            | 3    | 1972, 1973, 1995       |
| · Superpuchar UEFA                                                           | finalista                                                           | 1    | 1987                   |
| · Puchar Intertoto                                                           | zdobywca                                                            | 2    | 1962, 1968 (grupa)     |
| · Puchar Intertoto                                                           | finalista                                                           | –    |                        |
| · Puchar Miast Targowych                                                     | zdobywca                                                            | –    |                        |
| · Puchar Miast Targowych                                                     | finalista                                                           | –    |                        |
| · Puchar Miast Targowych                                                     | półfinalista                                                        | 1    | 1970                   |
| FIFA                                                                         | Zdobyte trofea w rozgrywkach międzynarodowych (stan na: 24-05-2017) |      |                        |

### Trofea krajowe
| \| \| Zdobyte trofea w rozgrywkach Holandii (stan na: 18-05-2025) \| |                                                             |             | |
| Rozgrywki                                                            | Osiągnięcie                                                 | Razy        | Sezon(y) |
| · Mistrzostwo                                                        | I miejsce                                                   | 36 (rekord) | 1918, 1919, 1931, 1932, 1934, 1937, 1939, 1947, 1957, 1960, 1966, 1967, 1968, 1970, 1972, 1973, 1977, 1979, 1980, 1982, 1983, 1985, 1990, 1994, 1995, 1996, 1998, 2002, 2004, 2011, 2012, 2013, 2014, 2019, 2021, 2022 |
| · Mistrzostwo                                                        | II miejsce                                                  | 26          | 1928, 1930, 1936, 1946, 1961, 1963, 1969, 1971, 1978, 1981, 1986, 1987, 1988, 1989, 1991, 1992, 2003, 2005, 2007, 2008, 2010, 2015, 2016, 2017, 2018, 2025                                                             |
| · Mistrzostwo                                                        | III miejsce                                                 | 12          | 1921, 1927, 1935, 1958, 1974, 1975, 1976, 1984, 1993, 2001, 2009, 2023 |
| · Puchar                                                             | zdobywca                                                    | 20          | 1917, 1943, 1961, 1967, 1970, 1971, 1972, 1979, 1983, 1986, 1987, 1993, 1998, 1999, 2002, 2006, 2007, 2010, 2019, 2021                                                                                                 |
| · Puchar                                                             | finalista                                                   | 7           | 1968, 1978, 1980, 1981, 2011, 2014, 2022 |
| · Superpuchar                                                        | zdobywca                                                    | 9           | 1993, 1994, 1995, 2002, 2005, 2006, 2007, 2013, 2019 |
| · Superpuchar                                                        | finalista                                                   | 8           | 1996, 1998, 1999, 2004, 2010, 2011, 2012, 2014 |
| II liga                                                              | I miejsce                                                   | 1           | 1911 |
| II liga                                                              | II miejsce                                                  |             | |
| II liga                                                              | III miejsce                                                 |             | |
| Holandia                                                             | Zdobyte trofea w rozgrywkach Holandii (stan na: 18-05-2025) |             | |

### Inne trofea
- Gouden Kruis:
  - zdobywca (2x): 1906, 1909
  - finalista (2x): 1903, 1904
- Rangers First Centenary 1872–1972:
  - zdobywca (1x): 1972
- Amsterdam Tournament:
  - zdobywca (10x): 1978, 1980, 1985, 1987, 1991, 1992, 2001, 2002, 2003, 2004
  - finalista (11x): 1975, 1976, 1977, 1979, 1982, 1984, 1986, 1989, 1990, 2000, 2009
- Trofeo Santiago Bernabéu:
  - zdobywca (1x): 1992
  - finalista (2x): 1979, 1995
- Bruges Matins Trophy:
  - zdobywca (2x): 1994, 1997
- Ted Bates Trophy:
  - zdobywca (1x): 2009
- Chippie Polar Cup:
  - zdobywca (1x): 2010

## Obecny skład
Stan na 1 lutego 2024
| Nr | Poz. | Piłkarz                   |
| -- | ---- | ------------------------- |
| 1  | BR   | Gerónimo Rulli            |
| 2  | OB   | Devyne Rensch             |
| 3  | OB   | Anton Gaaei               |
| 4  | OB   | Jorrel Hato               |
| 6  | PO   | Jordan Henderson          |
| 7  | NA   | Steven Bergwijn (kapitan) |
| 8  | PO   | Kenneth Taylor            |
| 9  | NA   | Brian Brobbey             |
| 10 | NA   | Chuba Akpom               |
| 11 | NA   | Carlos Forbs              |
| 12 | BR   | Jay Gorter                |
| 13 | OB   | Ahmetcan Kaplan           |
| 16 | PO   | Sivert Mannsverk          |
| 18 | OB   | Jakov Medić               |

| Nr | Poz. | Piłkarz                       |
| -- | ---- | ----------------------------- |
| 19 | PO   | Julian Rijkhoff               |
| 21 | PO   | Branco van den Boomen         |
| 22 | BR   | Remko Pasveer                 |
| 23 | NA   | Steven Berghuis (wicekapitan) |
| 24 | PO   | Silvano Vos                   |
| 25 | OB   | Borna Sosa                    |
| 26 | OB   | Youri Regeer                  |
| 27 | NA   | Amourricho van Axel Dongen    |
| 28 | PO   | Kian Fitz-Jim                 |
| 30 | OB   | Gastón Ávila                  |
| 33 | PO   | Benjamin Tahirović            |
| 38 | PO   | Kristian Hlynsson             |
| 39 | PO   | Mika Godts                    |
| 40 | BR   | Diant Ramaj                   |

### Piłkarze na wypożyczeniu
| Nr | Poz. | Piłkarz                                       |
| -- | ---- | --------------------------------------------- |
|    | OB   | Youri Baas (w NEC do 30 czerwca 2024)         |
|    | OB   | Jorge Sánchez (w FC Porto do 30 czerwca 2024) |

| Nr | Poz. | Piłkarz                                           |
| -- | ---- | ------------------------------------------------- |
|    | OB   | Owen Wijndal (w Royal Antwerp do 30 czerwca 2024) |

## Piłkarze

### Medaliści mistrzostw świata grający w Ajaksie Amsterdam
- złoci 
  - Márcio Santos  Brazylia – MŚ 1994
- srebrni 
  - Johan Cruijff, Ruud Geels, Arie Haan, Wim Jansen, Piet Keizer, Ruud Krol, Johan Neeskens, Johnny Rep, Piet Schrijvers, Wim Suurbier  Holandia – MŚ 1974
  - Arie Haan, Wim Jansen, Ruud Krol, Johan Neeskens, Johnny Rep, Dick Schoenaker, Piet Schrijvers, Wim Suurbier  Holandia – MŚ 1978
  - Maarten Stekelenburg, Gregory van der Wiel, Demy de Zeeuw  Holandia – MŚ 2010

### Medaliści mistrzostw Europy grający w Ajaksie Amsterdam
- złoci 
  - Marco van Basten, John Bosman, Wim Kieft, Ronald Koeman, Arnold Mühren, Frank Rijkaard, John van ’t Schip, Gerald Vanenburg, Aron Winter, Jan Wouters  Holandia – Euro 88
  - Brian Laudrup  Dania – Euro 92
  - Angelos Charisteas  Grecja – Euro 2004
- srebrni 
  - Walter Meeuws  Belgia – Euro 80
- brązowi 
  - Zoltán Varga  Węgry – Euro 64
  - Johan Cruijff, Ruud Geels, Wim Jansen, Ruud Krol, Wim Meutstege, Johan Neeskens, Johnny Rep, Piet Schrijvers, Wim Suurbier  Holandia – Euro 76
  - Frank Arnesen, Michael Laudrup, Søren Lerby, Jan Mølby, Jesper Olsen  Dania – Euro 84
  - Marco van Basten, Dennis Bergkamp, Danny Blind, Frank de Boer, Wim Jonk, Wim Kieft, Ronald Koeman, Stanley Menzo, Frank Rijkaard, Bryan Roy, John van ’t Schip, Aron Winter, Rob Witschge, Jan Wouters  Holandia – Euro 92
  - Dennis Bergkamp, Frank de Boer, Ronald de Boer, Edgar Davids, Patrick Kluivert, Marc Overmars, Michael Reiziger, Edwin van der Sar, Clarence Seedorf, Jaap Stam, Peter van Vossen, Aron Winter  Holandia – Euro 2000
  - Tomáš Galásek, Zdeněk Grygera  Czechy – Euro 2004
  - Edgar Davids, John Heitinga, Patrick Kluivert, Andy van der Meyde, Marc Overmars, Michael Reiziger, Edwin van der Sar, Clarence Seedorf, Wesley Sneijder, Jaap Stam, Rafael van der Vaart  Holandia – Euro 2004

### Królowie strzelców Eredivisie w barwach Ajaksu Amsterdam

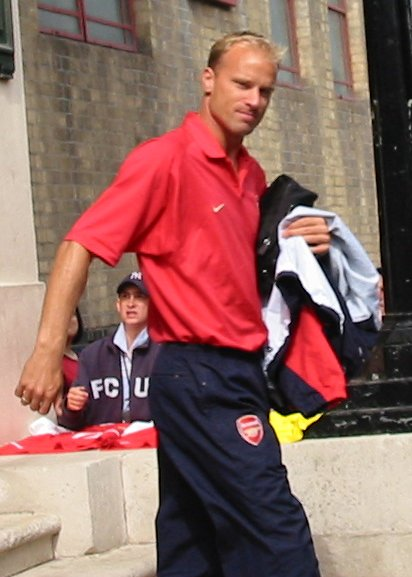
Dennis Bergkamp, dwukrotny król strzelców Eredivisie w barwach Ajaksu

Królowie strzelców Eredivisie grający w zespole Ajaksu Amsterdam:
| Zawodnik            | Sezon     | Gole                            |
| ------------------- | --------- | ------------------------------- |
| Henk Groot          | 1959–1960 | 38 goli                         |
| Henk Groot          | 1960–1961 | 41 goli                         |
| Johan Cruijff       | 1966–1967 | 33 gole                         |
| Johan Cruijff       | 1971–1972 | 25 goli                         |
| Ruud Geels          | 1974–1975 | 30 goli                         |
| Ruud Geels          | 1975–1976 | 29 goli                         |
| Ruud Geels          | 1976–1977 | 34 gole                         |
| Ruud Geels          | 1977–1978 | 30 goli                         |
| Wim Kieft           | 1981–1982 | 32 gole                         |
| Marco van Basten    | 1983–1984 | 28 goli                         |
| Marco van Basten    | 1984–1985 | 22 gole                         |
| Marco van Basten    | 1985–1986 | 37 goli                         |
| Marco van Basten    | 1986–1987 | 31 goli                         |
| Dennis Bergkamp     | 1991–1992 | 24 gole                         |
| Dennis Bergkamp     | 1992–1993 | 26 goli                         |
| Jari Litmanen       | 1993–1994 | 26 goli                         |
| Klaas-Jan Huntelaar | 2005–2006 | 33 gole (z czego 16 dla Ajaksu) |
| Klaas-Jan Huntelaar | 2007–2008 | 33 gole                         |
| Luis Suarez         | 2009–2010 | 35 goli                         |

| Zawodnik            | Gole | Mecze |
| ------------------- | ---- | ----- |
| Piet van Reenen     | 214  | 177   |
| Johan Cruijff       | 205  | 275   |
| Sjaak Swart         | 174  | 463   |
| Henk Groot          | 164  | 229   |
| Piet Keizer         | 146  | 364   |
| Marco van Basten    | 128  | 133   |
| Ruud Geels          | 123  | 132   |
| Klaas-Jan Huntelaar | 122  | 177   |
| Wim Volkers         | 112  | 212   |
| Theo Brokmann Sr.   | 109  | 184   |
| Rinus Michels       | 103  | 217   |
| Dennis Bergkamp     | 102  | 185   |

| Zawodnik        | Mecze | Gole |
| --------------- | ----- | ---- |
| Sjaak Swart     | 463   | 174  |
| Wim Suurbier    | 393   | 16   |
| Danny Blind     | 372   | 27   |
| Piet Keizer     | 364   | 146  |
| Bennie Muller   | 341   | 31   |
| Ruud Krol       | 339   | 23   |
| Frank de Boer   | 328   | 29   |
| Ger van Mourik  | 301   | 1    |
| Gé van Dijk     | 288   | 71   |
| Barry Hulshoff  | 284   | 18   |
| Piet Schrijvers | 277   | 0    |
| Johan Cruijff   | 275   | 205  |

### Zastrzeżony numer 14
Od sezonu 2007/2008 żaden zawodnik Ajaksu nie może przywdziewać koszulki z numerem 14. Wtedy to zastrzeżono ten numer w ramach uznania dla sukcesów legendy Ajaksu, Johana Cruijffa. Sam Cruijff przyznał jednak, że lepszym wyjściem byłoby przyznawanie numeru 14 najlepszym zawodnikom drużyny Ajaksu. Ostatnim piłkarzem grającym w amsterdamskim klubie z czternastką był Hiszpan Roger García.

## Trenerzy
| Lp. | Imię i nazwisko  | Okres urzędowania | Okres urzędowania |
| --- | ---------------- | ----------------- | ----------------- |
| 1.  | Jack Kirwan      | 1910              | 1915              |
| 2.  | Jack Reynolds    | 1915              | 1925              |
| 3.  | Harold Rose      | 1925              | 1926              |
| 4.  | Stanley Castle   | 1926              | 1928              |
| 5.  | Jack Reynolds    | 1928              | 1940              |
| 6.  | Vilmos Halpern   | 1940              | 1941              |
| 7.  | Wim Volkers      | 1941              | 1942              |
| 8.  | Dolf van Kol     | 1942              | 1942              |
| 9.  | Jack Reynolds    | 1942              | 1947              |
| 10. | Robert Smith     | 1947              | 1948              |
| 11. | Walter Crook     | 1948              | 1950              |
| 12. | Robert Thomson   | 1950              | 1953              |
| 13. | Walter Crook     | 1953              | 1954              |
| 14. | Karl Humenberger | 1954              | 1959              |
| 15. | Vic Buckingham   | 1959              | 1961              |
| 16. | Keith Spurgeon   | 1961              | 1962              |
| 17. | Joseph Gruber    | 1962              | 1963              |
| 18. | Jack Rowley      | 1963              | 1964              |
| 19. | Vic Buckingham   | 1964              | 1965              |
| 20. | Rinus Michels    | 1965              | 1971              |
| 21. | Ștefan Kovács    | 1971              | 1973              |
| 22. | Georg Knobel     | 1973              | 1974              |
| 23. | Hans Kraay       | 1974              | 1975              |
| 24. | Rinus Michels    | 1975              | 1976              |
| 25. | Tomislav Ivić    | 1976              | 1978              |
| 26. | Cor Brom         | 1978              | 1979              |

| Lp. | Imię i nazwisko  | Okres urzędowania | Okres urzędowania |
| --- | ---------------- | ----------------- | ----------------- |
| 27. | Leo Beenhakker   | 1979              | 1981              |
| 28. | Kurt Linder      | 1981              | 1982              |
| 29. | Aad de Mos       | 1982              | 1985              |
| 30. | Johan Cruijff    | 1985              | 1988              |
| 31. | Kurt Linder      | 1988              | 1988              |
| 32. | Antoine Kohn     | 1988              | 1989              |
| 33. | Leo Beenhakker   | 1989              | 1991              |
| 34. | Louis van Gaal   | 1991              | 1997              |
| 35. | Morten Olsen     | 1997              | 1999              |
| 36. | Jan Wouters      | 1999              | 2000              |
| 37. | Hans Westerhof   | 2000              | 2000              |
| 38. | Co Adriaanse     | 2000              | 2001              |
| 39. | Ronald Koeman    | 2001              | 2005              |
| 40. | Ruud Krol        | 2005              | 2005              |
| 41. | Danny Blind      | 2005              | 2006              |
| 42. | Henk ten Cate    | 2006              | 2007              |
| 43. | Adri Koster      | 2007              | 2008              |
| 44. | Marco van Basten | 2008              | 2009              |
| 45. | Martin Jol       | 2009              | 2010              |
| 46. | Frank de Boer    | 2010              | 2016              |
| 47. | Peter Bosz       | 2016              | 2017              |
| 48. | Marcel Keizer    | 2017              | 2017              |
| 49. | Michael Reiziger | 2017              | 2017              |
| 50. | Erik ten Hag     | 2017              | 2022              |
| 51. | Alfred Schreuder | 2022              | 2023              |

## Prezesi klubu
| Lp. | Imię i nazwisko  | Okres urzędowania | Okres urzędowania |
| --- | ---------------- | ----------------- | ----------------- |
| 1.  | Floris Stempel   | 1900              | 1908              |
| 2.  | Chris Holst      | 1908              | 1910              |
| 3.  | Han Dade         | 1910              | 1912              |
| 4.  | Chris Holst      | 1912              | 1913              |
| 5.  | Willem Egeman    | 1913              | 1925              |
| 6.  | Frans Schoevaart | 1925              | 1932              |
| 7.  | M.J. Koolhaas    | 1932              | 1956              |

| Lp. | Imię i nazwisko   | Okres urzędowania | Okres urzędowania |
| --- | ----------------- | ----------------- | ----------------- |
| 8.  | Wim Volkers       | 1956              | 1958              |
| 9.  | Jan Melchers      | 1958              | 1964              |
| 10. | Jaap van Praag    | 1964              | 1978              |
| 11. | Ton Harmsen       | 1978              | 1988              |
| 12. | Michael van Praag | 1989              | 2003              |
| 13. | John Jaakke       | 2003              | 2008              |
| 14. | Uri Coronel       | 2008              | urzęduje          |

## Stadion

### De Meer Stadion i Stadion Olimpijski

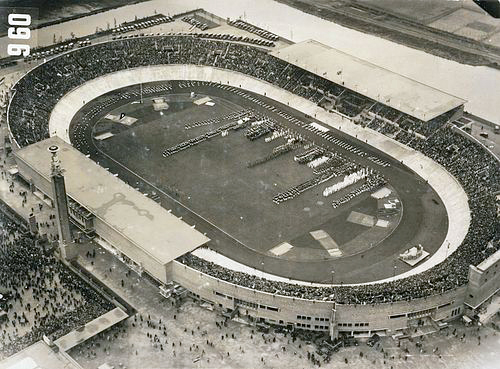
Stadion Olimpijski (zdjęcie z 1928 roku)

Początkowo piłkarze Ajaksu występowali na małym, zbudowanym w 1911 roku Drewnianym Stadionie. Następnie przenieśli się na De Meer Stadion, który oddany został do użytku 1934 roku. Inauguracyjne spotkanie zostało rozegrane 9 grudnia tamtego roku pomiędzy Ajaksem a Paris Saint-Germain, które wygrali Holendrzy 5:1. Swoje mecze Ajax rozgrywał na De Meer do 1996 roku, kiedy to klub przeniósł się na nowoczesny Amsterdam ArenA. Pojemność stadionu wynosiła 19 000 osób. Z powodu małej pojemności swoje prestiżowe mecze zarówno w lidze, jak i europejskich pucharach rozgrywał na Stadionie Olimpijskim w Amsterdamie, natomiast reszta spotkań odbywała się na De Meer Stadion. Rozwiązanie to stosowano przez wiele lat, do czasu oddania do użytku nowoczesnego stadionu Amsterdam ArenA. Stadion Olimpijski mógł pomieścić 64 tysiące widzów i został wybudowany z okazji Letnich Igrzysk Olimpijskich w 1928 roku. 28 kwietnia 1996 roku rozegrano ostatni mecz na De Meer, który Ajax wygrał 5:1 z Willem II Tilburg. Po przenosinach drużyny obiekt został wyburzony. Tereny uzyskane przeznaczono pod budownictwo mieszkalne, zaś o dawnym stadionie przypomina nowo wytyczona droga nosząca nazwę stadionu De Meer.

### Amsterdam ArenA
Budowa nowego stadionu Ajaksu rozpoczęła się 14 kwietnia 1993 roku, a została ukończona 3 lata później, 10 marca 1996. Stadion kosztował 250 milionów guldenów. Pierwszy mecz na Amsterdam ArenA został rozegrany 14 kwietnia 1996 pomiędzy Ajaksem a włoskim A.C. Milan, a otwarcia obiektu dokonała królowa Beatrix. Amsterdam ArenA to pierwszy stadion w Holandii z rozsuwanym dachem. Pojemność stadionu wynosi 51 133 miejsc. Nad trybunami wiszą dwa telebimy, pokazujące powtórki z akcji podczas meczów. Pod murawą znajduje się dwupoziomowy parking, który pomieści 2600 samochodów, obok stadionu mieści się drugi parking na 8500 aut. Na stadion można dostać się przez 65 wejść. Stadion był główną areną turnieju o mistrzostwo Europy w 2000 roku.

## Kibice Ajaksu
Kibice Ajaksu od dawna kultywują tradycję związaną z używaniem symboli żydowskich i izraelskich, pomimo iż większość z nich nie jest Żydami. Na meczach fani wywieszają flagi z Gwiazdą Dawida, a także krzyczą Joden! Joden! („Żydzi! Żydzi!”) by zagrzewać swoją drużynę do walki. Najbardziej zagorzała grupa fanów nazywana jest „F-Siders” lub „Joden” (po niderlandzku Żydzi). Ten drugi przydomek wywodzi się jeszcze z czasów II wojny światowej, gdy Amsterdam zamieszkiwało około 140 tysięcy Żydów, a stadion Ajaksu mieścił się w sąsiedztwie dzielnicy żydowskiej. Większość holenderskich Żydów została zabita przez nazistów podczas okupacji, a z dzielnicy pozostało jedynie parę ulic. Sympatia z symbolami żydowskimi powoduje jednak antypatię i antysemityzm kibiców rywali Ajaksu, a zwłaszcza Feyenoordu.

### Rywale
Pomimo że w ostatnich latach największym rywalem Ajaksu w walce o mistrzowski tytuł była drużyna PSV Eindhoven, to odwiecznym rywalem klubu z Amsterdamu jest Feyenoord Rotterdam, a mecze między tymi drużynami zwane są Klassieker. Jest to zarazem rywalizacja dwóch największych miast Holandii, Amsterdamu i Rotterdamu, różniących się między sobą. Amsterdam to centrum biznesowe, turystyczne i historyczne, a także stolica kraju. Z drugiej strony Rotterdam posiada największy port w Europie oraz jest miastem przemysłowym.
W historii dochodziło do kilku incydentów z udziałem kibiców Ajaksu i Feyenoordu. Jednym z nich była bójka niedaleko miasta Beverwijk w 1997 roku, w której zginął jeden z kibiców Ajaksu, Carlo Picornie.
Ajax jest najbardziej utytułowanym klubem w Holandii i tym samym jest nielubiany przez kibiców innych drużyn w kraju. Jest głównym rywalem nie tylko Feyenoordu, ale i innych drużyn, takich jak FC Utrecht i ADO Den Haag.

## Herb klubu
W 1900 roku, gdy założono Ajax, herbem klubu był jedynie obrazek piłkarza Ajaksu. W 1928 roku zaprezentowano nowe logo, obrazujące głowę herosa starożytnej Grecji, Ajaksa Wielkiego. W 1990 roku ponownie zmieniono klubowy herb. Tym razem zmodyfikowano wizerunek Ajaksa, któremu zmniejszono liczbę linii do jedenastu, co symbolizuje jedenastu zawodników na boisku piłkarskim. Logo z 1990 roku obowiązuje do dziś.

## Barwy
Początkowo piłkarze Ajaksu występowali w czarnych koszulkach z czerwonymi pasami, jednak wkrótce zostały zmienione na koszulki w biało-czerwone pasy i czarne spodenki. Kolory czarny, czerwony i biały są barwami flagi Amsterdamu. W 1911 roku, gdy zespół awansował do najwyższej klasy rozgrywkowej za kadencji trenera Jacka Kirwana, pasiaste stroje zmieniono na obecne, czyli białe koszulki z czerwonym pasem pośrodku. Spowodowane to było faktem, że Sparta Rotterdam nosiła takie same stroje, a nie grano wówczas w strojach wyjazdowych. Obecnym drugim strojem Ajaksu to granatowe koszulki z białymi lampasami. W historii zdarzało się też, że Ajax grał w barwach stalowych, pomarańczowych, żółto-czarnych, czarnych i zielonych.
Pierwszym większym sponsorem klubu, który pojawił się na koszulkach Ajaksu był japoński producent sprzętu elektronicznego TDK. W 1991 roku podpisano umowę sponsorską z bankiem ABN Amro i do 2008 roku napis tego banku widniał na koszulkach zawodników. W październiku 2008 roku nowym sponsorem została firma ubezpieczeniowa AEGON. Producentem strojów Ajaksu jest firma Adidas, która współpracuje z klubem od 2000 roku. Wcześniej w latach 1989–2000 dostawcą koszulek, spodenek i getrów była firma UMBRO.

## Praca z młodzieżą
Ajax w latach swojego istnienia wychował wielu reprezentantów Holandii. W grupie tej można wyróżnić takich zawodników jak: Johan Cruijff, Edwin van der Sar, Dennis Bergkamp, czy Marco van Basten. W Ajaksie swoje kariery rozpoczynali także byli reprezentanci „Oranje”: Ryan Babel, Wesley Sneijder, Rafael van der Vaart i John Heitinga.
Ajax współpracuje z kilkoma klubami ze świata. Pierwszym, z którym podpisał partnerską umowę był Ajax Kapsztad, w którym Ajax ma 51% udziałów. To z tego klubu trafili do Ajaksu tacy zawodnicy jak Steven Pienaar, Hans Vonk, Benny McCarthy, Aaron Mokoena i Eyong Enoh.
Akademia piłkarska Ajaksu nosi nazwę „De Toekomst”, co w języku polskim oznacza „Przyszłość”. Powstała na początku lat 90. i jej celem jest wyszkolenie utalentowanych zawodników na gwiazdy piłki nożnej holenderskiej. Dziś ośrodek treningowy zajmuje obszar dziewięciu hektarów. Znajduje się na nim sześć trawiastych boisk ze sztucznym oświetleniem i systemem nawadniania. Trzy płyty służą do odbywania treningów, a pozostałe trzy do rozgrywania meczów.
Ajax sam finansuje szkolenie swoich talentów. Rocznie w akademii trenuje około 160 chłopców podzielonych na 10 grup. Zawodnicy dzieleni są na przedziały wiekowe od 8 do 18 lat. Przydzieleni są do poszczególnych zespołów od Ajaksu E (najmłodsi) do Ajaksu A (najstarsi).

## Sekcja kobiet
18 maja 2012 powołana została żeńska drużyna Ajaksu Amsterdam. Piłkarki Ajaksu w pierwszym sezonie zagrały w nowo powstałej lidze transgranicznej Belgii i Holandii (BeNe League). Stadionem, na którym sekcja kobiet rozgrywa swoje mecze jest Sportpark De Toekomst.

## Kluby satelickie
Kluby satelickie, współpracujące z Ajaksem:
- Germinal Beerschot Antwerpia
- Beijing Guo’an
- Ajax Kapsztad
- HFC Haarlem
- FC Volendam
- FC Omniworld[48]
- Ajax Orlando Prospects (obecnie nie istnieje)